# Верхнелужицкий язык
Верхнелу́жицкий язы́к (hornjoserbska rěč, hornjoserbšćina) — один из двух языков лужичан, распространённый в исторической области Верхняя Лужица на востоке Германии. Сложился на базе верхнелужицких диалектов и относится к лужицкой подгруппе западнославянских языков. Число говорящих — около 20 000 человек.
Верхнелужицкий язык отличается от наиболее близкого ему нижнелужицкого (вместе с которым он образует лужицкую подгруппу) на всех уровнях языковой системы: в фонетике, морфологии, лексике. В то же время два языка имеют ряд общих особенностей, отличающих их от других западнославянских языков: в частности, сохранение двойственного числа, сохранение простых форм прошедшего времени глаголов, особенно большое число лексических заимствований из немецкого языка. Ряд языковых особенностей объединяет верхнелужицкий с лехитскими языками, по ряду языковых черт верхнелужицкий сходен с чешско-словацкой подгруппой.
В настоящее время, кроме употребления в быту (в диалектной или разговорной форме), верхнелужицкий язык используется как литературный в образовании, в средствах массовой информации, в науке и т. д. В сравнении с нижнелужицким он имеет большее число носителей, характеризуется более строгой литературной нормой и большей стилистической дифференциацией. Тем не менее, численность говорящих на верхнелужицком постоянно сокращается, основные носители языка — как правило, представители старшего поколения лужицких сербов, при этом главное средство их общения — не литературный язык, а диалекты (лучше всего сохраняющиеся в районах Верхней Лужицы с католическим населением).
Письменность на основе латинского алфавита, первые письменные памятники на верхнелужицком известны с XVI века.

## Классификация
Выдвигались три точки зрения на место верхнелужицкого и нижнелужицкого в классификации славянских языков:
- Они входят в чешскую группу (высказана А. Шлейхером);
- Они близки лехитским языкам (высказана И. А. Бодуэном де Куртенэ, поддерживалась В. Ташицким, З. Штибером, Е. Налепой). Основные доказательства: почти идентичные результаты метатезы плавных, сходный характер развития групп *TṛT, переход *e > *o, *ṛ’ > *ṛ, *ḷ’ > *ḷ перед последующим твёрдым зубным согласным, сильная палатализация согласных перед гласными переднего ряда в лехитских и лужицких языках[9];
- Они составляют отдельную подгруппу западнославянских языков (высказана С. Рамултом, поддерживалась Ф. Лоренцем). А. Мука называл лужицкие языки мостом от польского языка, к которому близок нижнелужицкий, к чешскому, с которым больше общих черт имеет верхнелужицкий[10].

В современном языкознании лужицкие языки чаще всего рассматриваются как самостоятельная подгруппа западнославянской языковой ветви.
Спорным является вопрос взаимоотношения верхнелужицкого и нижнелужицкого идиомов: представляют ли они два различных языка или две разновидности единого серболужицкого языка? Первую точку зрения отстаивает Г. Шустер-Шевц, другие исследователи (Г. Фаска и на современном этапе большинство лужицких лингвистов) рассматривают серболужицкий как единый язык, распадающийся на две группы диалектов, на базе каждой из которых сложились две разные литературные нормы: верхнелужицкая и нижнелужицкая.
Соответственно, дискуссионным является вопрос, существовал ли пралужицкий язык. На него имеются два ответа:
- Нет, оба лужицких языка существовали независимо вплоть до заселения разделявших их носителей болот и лесов (З. Штибер, О. Н. Трубачёв[15]);
- Да, существовал, поскольку имеются многочисленные инновации, охватывающие оба лужицких языка.

## Лингвогеография

Ареал лужицких языков в Германии

### Ареал и численность
Общее число говорящих на верхнелужицком языке — приблизительно 20 000 человек. По данным Серболужицкого института (Serbski institut, Budyšin) и Ассоциации серболужицких школ (Serbske šulske towarstwo), число носителей языка составляет 23 000 человек из 40 000 этнических лужицких сербов (2009), живущих в Саксонии; по данным справочника языков Ethnologue — 18 240 человек из 45 000 этнических лужицких сербов (1995). По другим данным, 20 000 человек составляет число говорящих на обоих лужицких языках, из них верхнелужицким пользуется около двух третей (1993).
Территория распространения верхнелужицкого языка — историко-географическая область Верхняя Лужица (Hornja Łužica, Oberlausitz), которая входит в состав федеральной земли Саксония и расположена в её восточной части. В основном это территория в центральной и восточной частях района Будишин и на крайнем западе района Гёрлиц, в окрестностях городов Будишин (Бауцен), Каменц, Лёбау (Lubij, нем. Löbau), Ниски, Хойерсверда (Войерецы) (Wojerecy, нем. Hoyerswerda) и Вайсвассер (Бела Вода) (Běła Woda, нем. Weißwasser). К настоящему времени территория верхнелужицкого языка значительно сузилась, в периферийных районах он в течение нескольких столетий активно вытеснялся немецким языком. Небольшая часть носителей верхнелужицкого языка за пределами Германии живёт в США.
Центром верхнелужицкой культуры является город Будишин, в котором сосредоточены все научные, культурные и административные учреждения Верхней Лужицы.

### Социолингвистические сведения

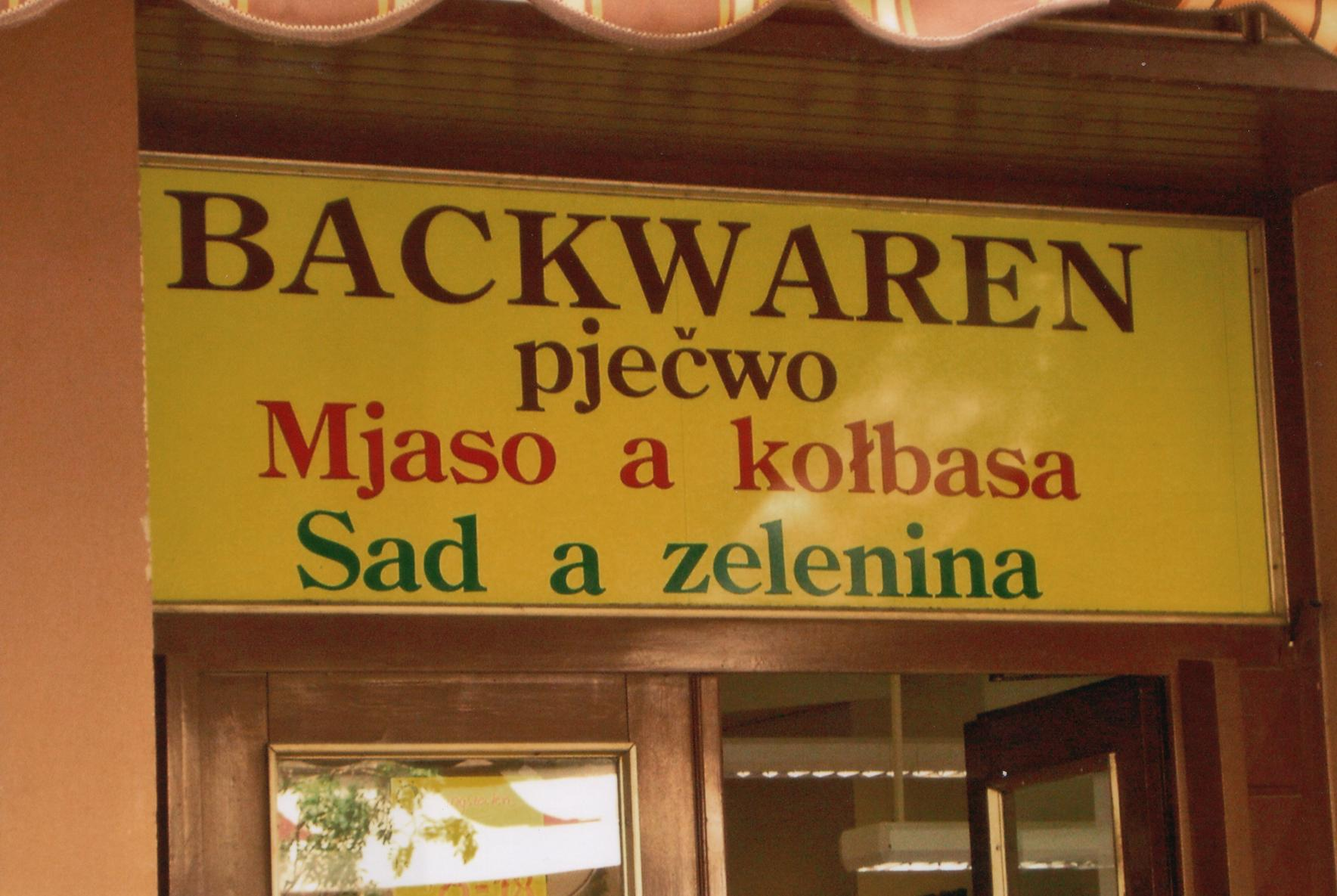
Вывеска на входе в магазин в Будишине: «Хлебобулочные изделия. Мясо и колбаса. Фрукты и овощи» на верхнелужицком языке

Языковая ситуация в современной Верхней Лужице характеризуется полным немецко-серболужицким двуязычием с проявляющейся тенденцией перехода к немецкому одноязычию.
Сфера употребления верхнелужицкого языка, в отличие от немецкого, является в значительной степени ограниченной. Немецкий язык практически для всех лужицких сербов является универсальным средством общения, тогда как верхнелужицкий (в диалектной и разговорной форме) используется главным образом в бытовом общении — в семье, с друзьями и знакомыми; употребление литературного верхнелужицкого языка в общественной жизни имеет место в серболужицких организациях и в церкви. Сфера функционирования верхнелужицкого также включает серболужицкие или двуязычные группы в детских садах, преподавание ряда предметов в школах, обеспечивающих получение специального образования, предусмотренное законами федеральной земли Саксония, периодическую печать и издание, употребление в некоторых сферах искусства, культуры и науки, поддерживаемое Фондом серболужицкого народа, который финансируется федеральным правительством Германии и властями земель Саксония и Бранденбург. В то же время из-за небольшого количества учащихся серболужицкие школы находятся под угрозой закрытия, развитию языка препятствуют административная разрозненность районов проживания лужицких сербов, массовый отток молодёжи, начавшийся в 1990-е годы, на территорию Западной Германии, индустриальное развитие региона, расширение разработки месторождений бурого угля, ведущее к переселению лужицких сербов в другие районы и нарушающее компактность ареала их расселения. Невысокий престиж серболужицкого, наличие смешанных серболужицко-немецких браков, доминирующее положение немецкого языка во всех сферах жизни Верхней Лужицы способствуют постоянному сокращению числа говорящих по-верхнелужицки.

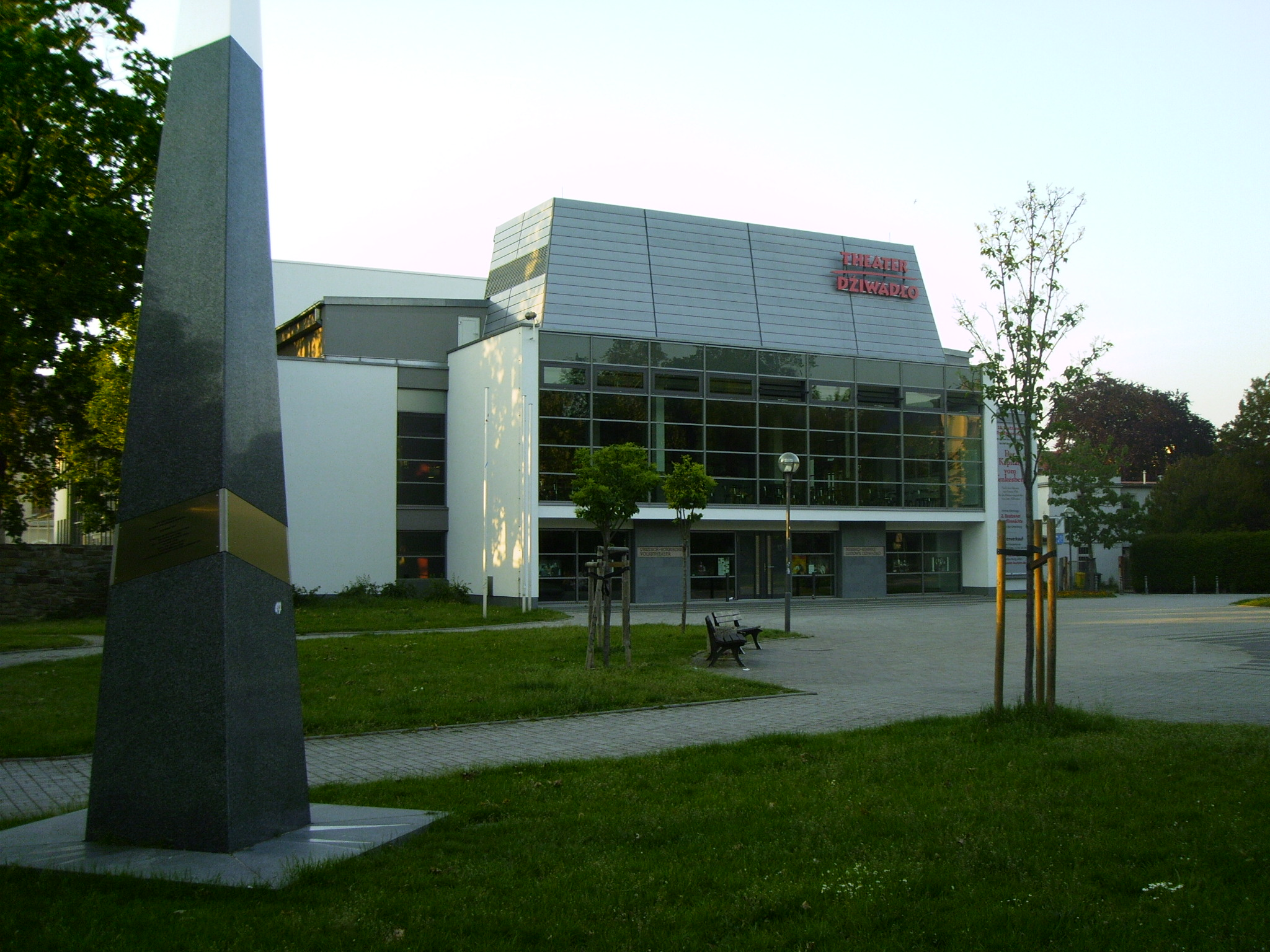
Здание Немецко-серболужицкого народного театра в Будишине

Верхнелужицкий язык существует в нескольких формах: в надрегиональной форме, куда относят литературные письменную и устную, а также разговорную формы (выделяют также письменную форму разговорного языка); в качестве региональной формы выступают верхнелужицкие диалекты. Особенностью отношений разных форм верхнелужицкого является сравнительно большой разрыв между литературным верхнелужицким языком и развивающимся диалектным койне, влияющим на разговорную форму верхнелужицкого языка.
Употребление верхнелужицкого языка в разных регионах Верхней Лужицы в настоящее время имеет неодинаковый характер. Различия касаются прежде всего католических и евангелических (лютеранских) районов территории распространения верхнелужицкого языка.

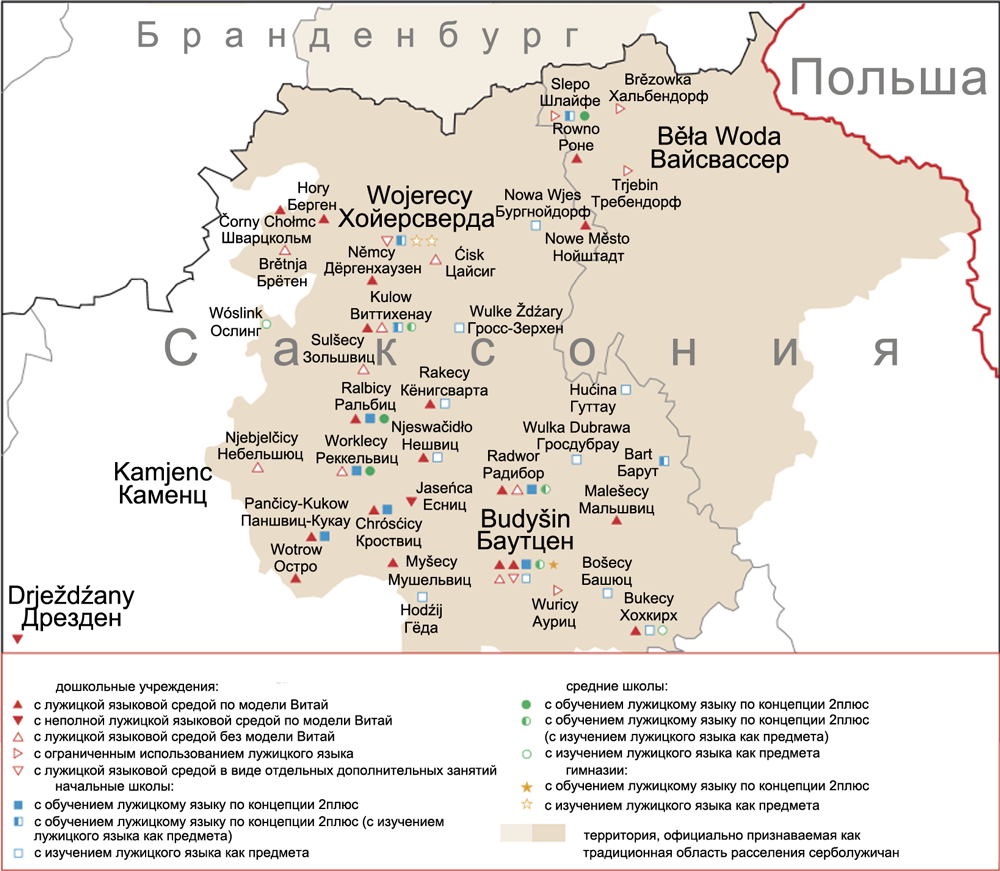
Сеть серболужицких детских садов и школ в Саксонии

У католиков на крайнем западе верхнелужицкой языковой территории сохраняется естественная передача языка (первоначально на уровне диалекта) от старшего и среднего поколений к младшему. В католических общинах, расположенных в треугольнике Будишин — Хойерсверда — Каменц, верхнелужицким владеет до 60—65 % населения, в отдельных местах — до 80—90 %. Для представителей молодого поколения характерно одинаково хорошее владение и верхнелужицким, и немецким языками; немецкое население здесь может владеть серболужицким языком пассивно или даже активно. В католической церкви богослужение проводится на верхнелужицком языке, в части школ на нём ведётся преподавание, в другой части он преподаётся как предмет. Для данных районов характерно более активное использование литературного языка (письменного и устного), вызванное сосредоточением здесь научных и культурных серболужицких организаций. В общении представителей данной диалектной области часто используется разговорная форма языка, варьирующаяся от сильной близости к диалекту до диалектно окрашенной полулитературной речи. Языковая ситуация в католических общинах в некоторой степени близка ситуации в культурном центре лужицких сербов — Будишине.

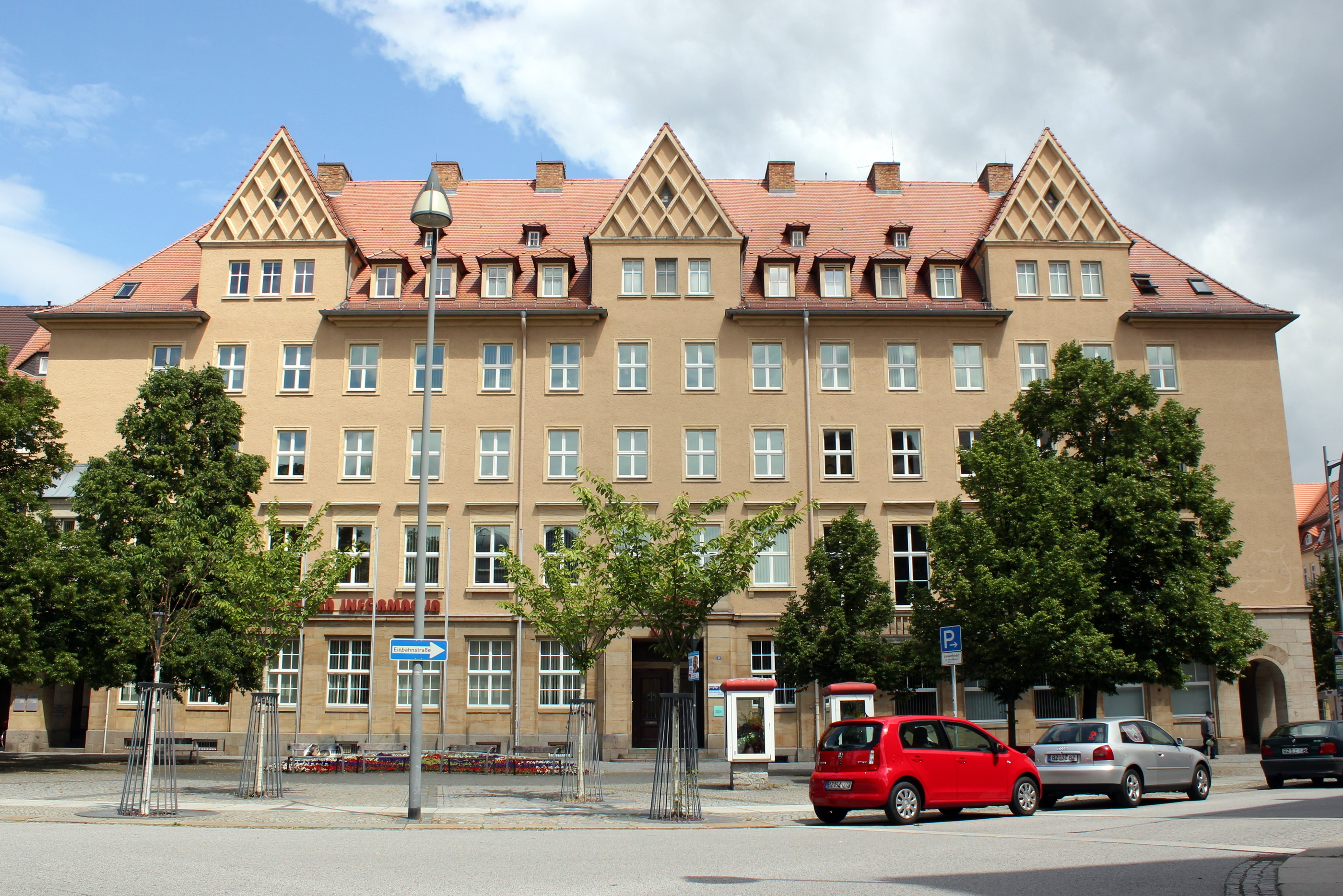
«Сербский Дом» в Будишине, в котором размещается штаб-квартира Союза серболужицких национальных обществ «Домовина»

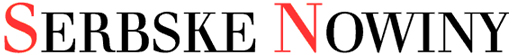
Оформление названия газеты Serbske Nowiny

У большинства остальных носителей верхнелужицкого естественная передача языка от старшего поколения прервана, представители среднего и младшего поколений лужичан изучали родной язык в литературной форме только в школе. Лужицкие сербы здесь составляют меньшинство по отношению к немецкому населению, немецкий язык является основным средством общения, немцы, как правило, серболужицким не владеют. Употребление верхнелужицкого в общественной жизни ограничено, в школах лужицкий язык изучается как специальный предмет факультативно. Роль литературного языка в сравнении с диалектами очень низка. Языковая ситуация у лужицких сербов в евангелических районах Верхней Лужицы во многом сходна с наблюдающейся в Нижней Лужице.
О распространении верхнелужицкого языка в дошкольном воспитании и школьном образовании свидетельствуют следующие цифры: по данным на 2009 год, в Саксонии действовали 12 серболужицких детских садов, из них 3 по программе Witaj, кроме того, в 11 детских садах были созданы группы по программе Witaj. Лужицкие школьники посещали 6 серболужицких и 3 двуязычные начальные школы, 4 серболужицких и 1 двуязычную среднюю школу, на 2009/2010 учебный год насчитывалось 2232 серболужицких школьника. Кроме того в Будишине действует серболужицкая гимназия, ещё в 2 гимназиях верхнелужицкий преподаётся как предмет. 

Верхнелужицкий язык изучается в Институте сорабистики при Лейпцигском университете.
На верхнелужицком языке издаётся следующая периодика: газета Serbske Nowiny, культурный ежемесячник Rozhlad (также с нижнелужицкими материалами), детский журнал Płomjo, религиозные издания — католическое Katolski Posoł и лютеранское Pomhaj Bóh. Выходят радиопередачи, транслируемые станцией Mitteldeutschen Rundfunks (MDR). По состоянию на 2017 год MDR выпускает 21,5 часа радиопрограмм в неделю. На канале MDR также снимается получасовая телепрограмма на верхнелужицком Wuhladko. Существуют интернет-издания, такие как, например, Runjewonline.info (с версиями на обоих серболужицких языках).
Сохранением и развитием серболужицкого языка и культуры занимается «Домовина» — объединение научных, культурных, религиозных, студенческих и других организаций лужицких сербов. При «Домовине» действует издательство, выпускающее книги на серболужицких языках. Регулятором литературного языка в настоящее время является Верхнелужицкая языковая комиссия (Hornjoserbska rěčna komisija, HRK).

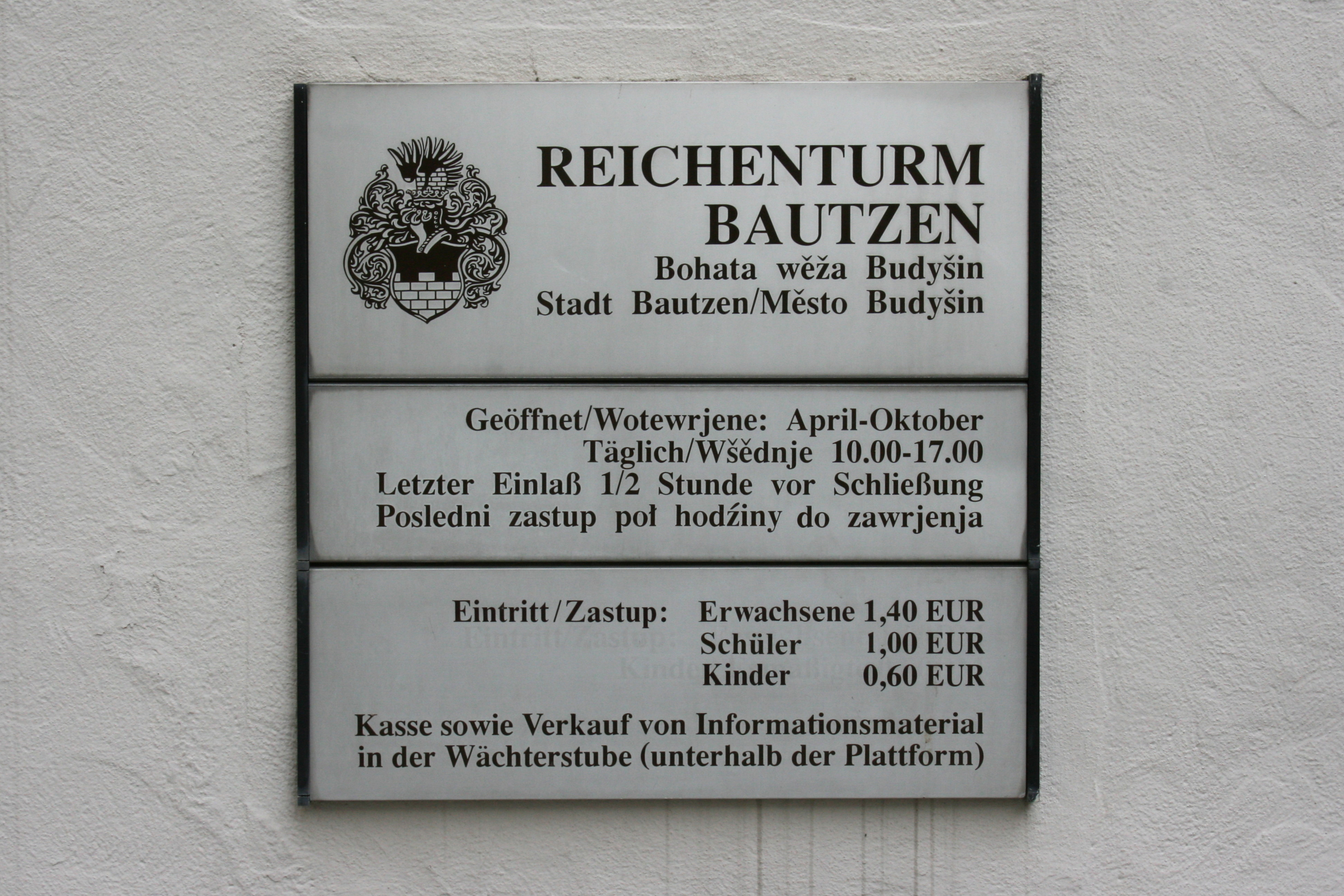
Двуязычная вывеска на башне Reichenturm в Будишине
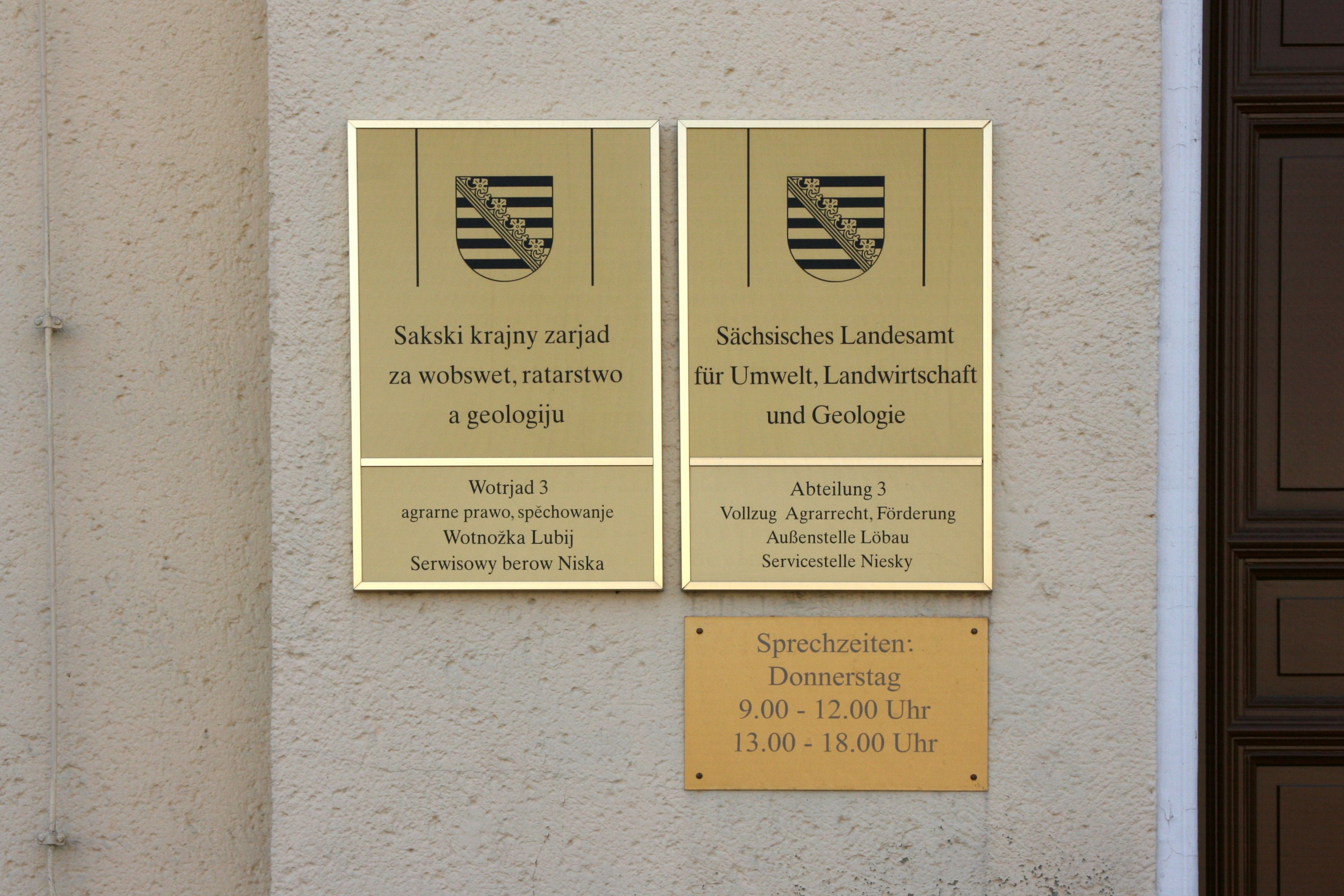
Двуязычная вывеска на одном из государственных учреждений (Ниски)
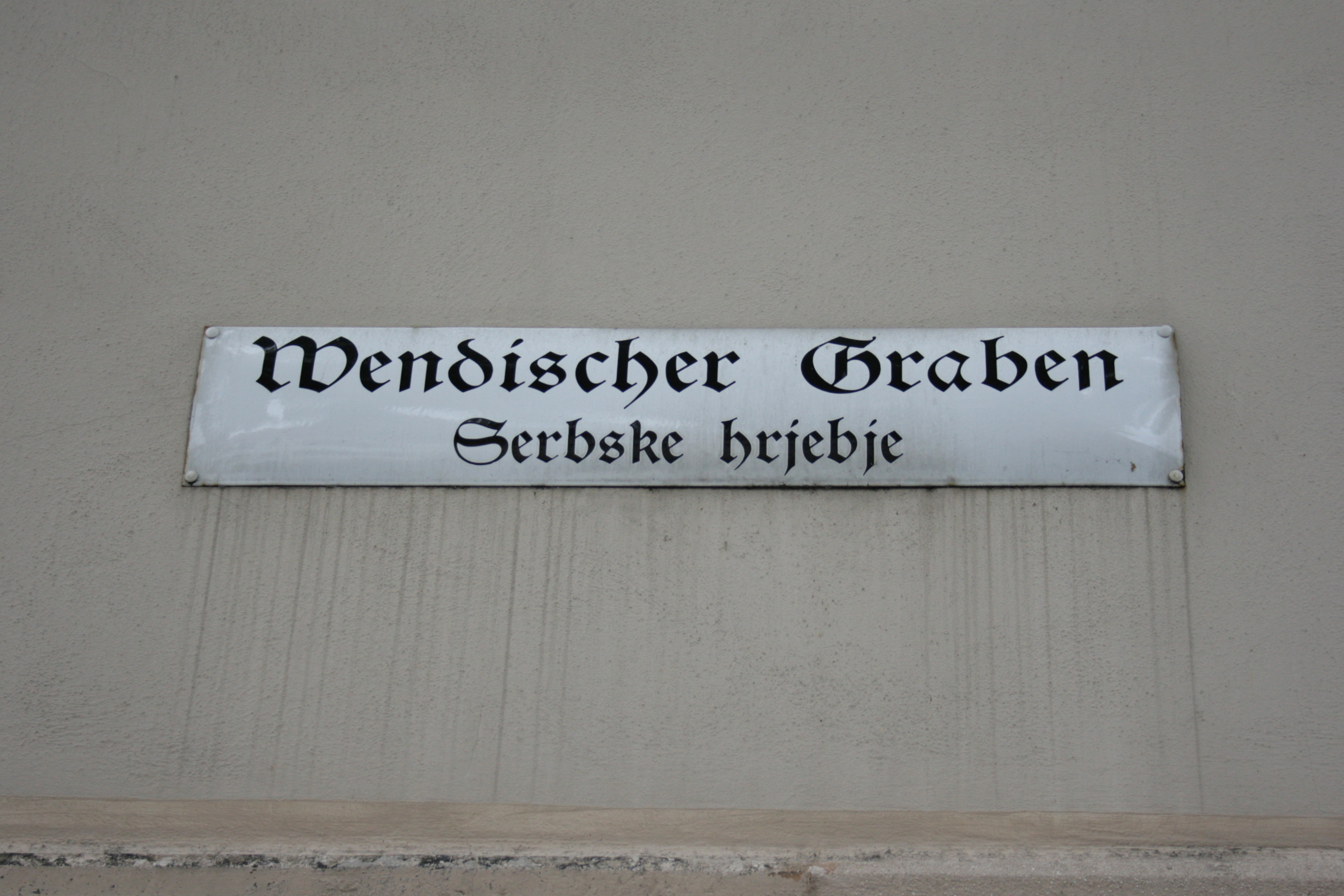
Двуязычный указатель улицы в Будишине
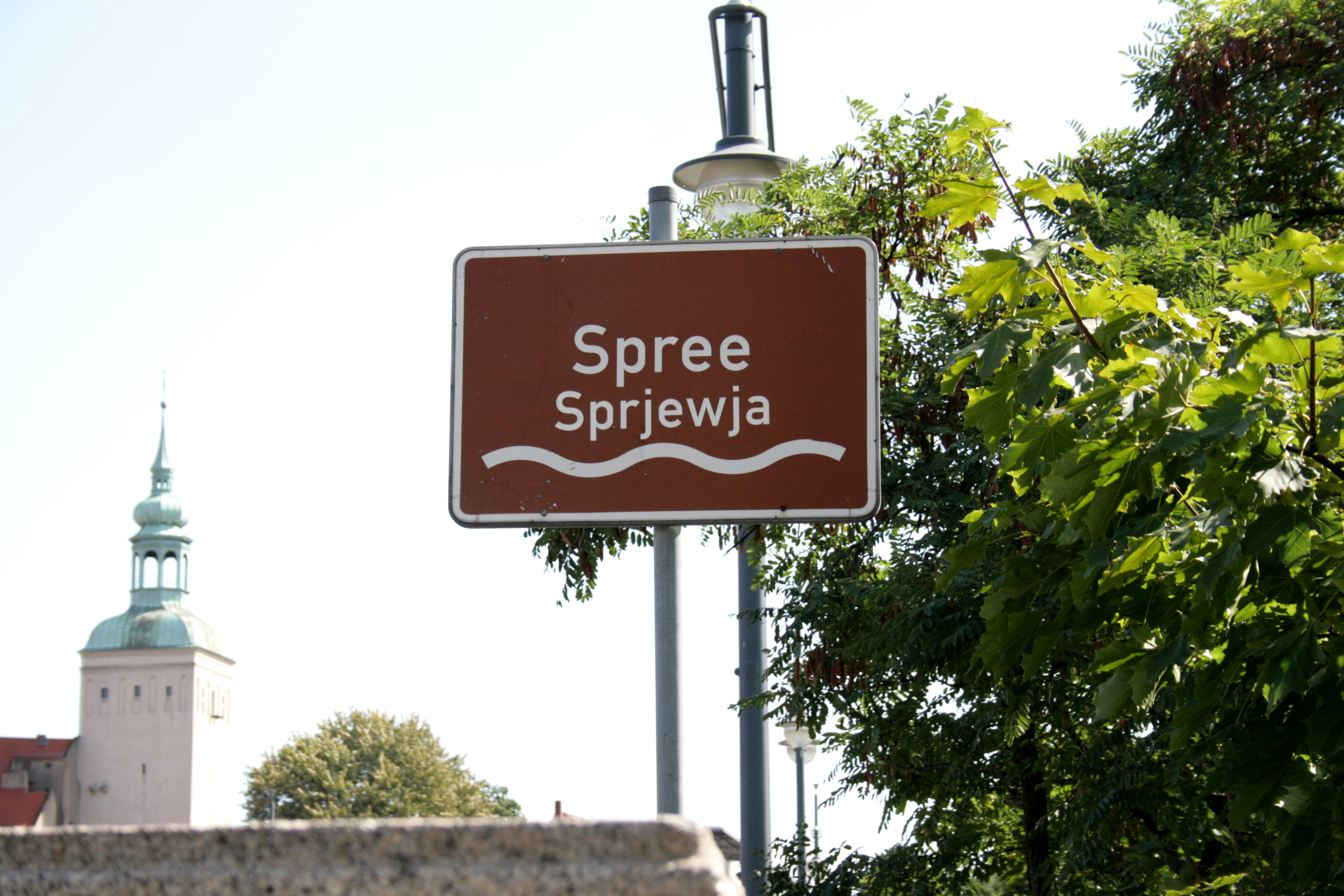
Двуязычное название реки Шпрее на мосту в Будишине
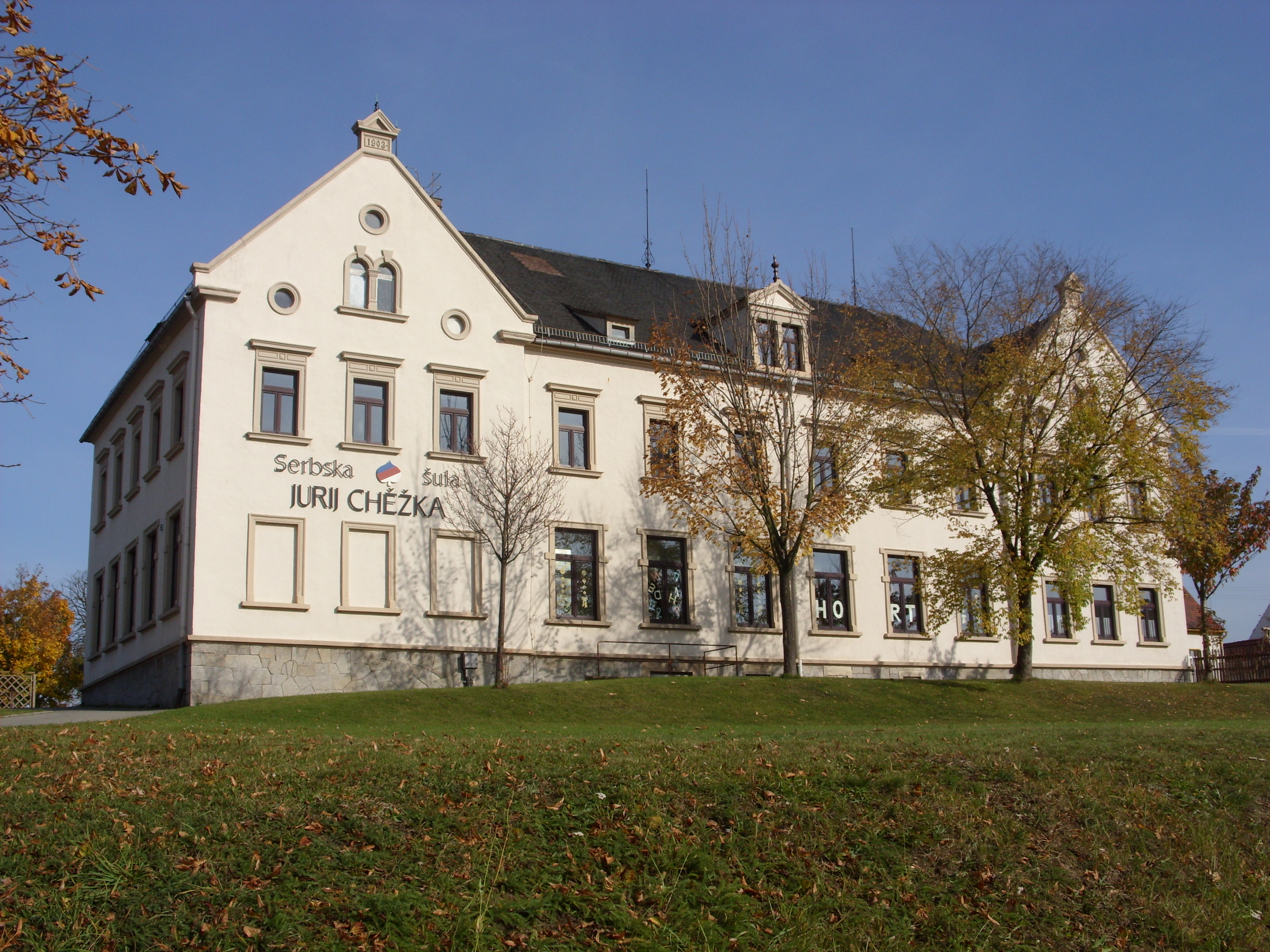
Школа с обучением на верхнелужицком в начальных классах (Кросчицы (Кроствиц))
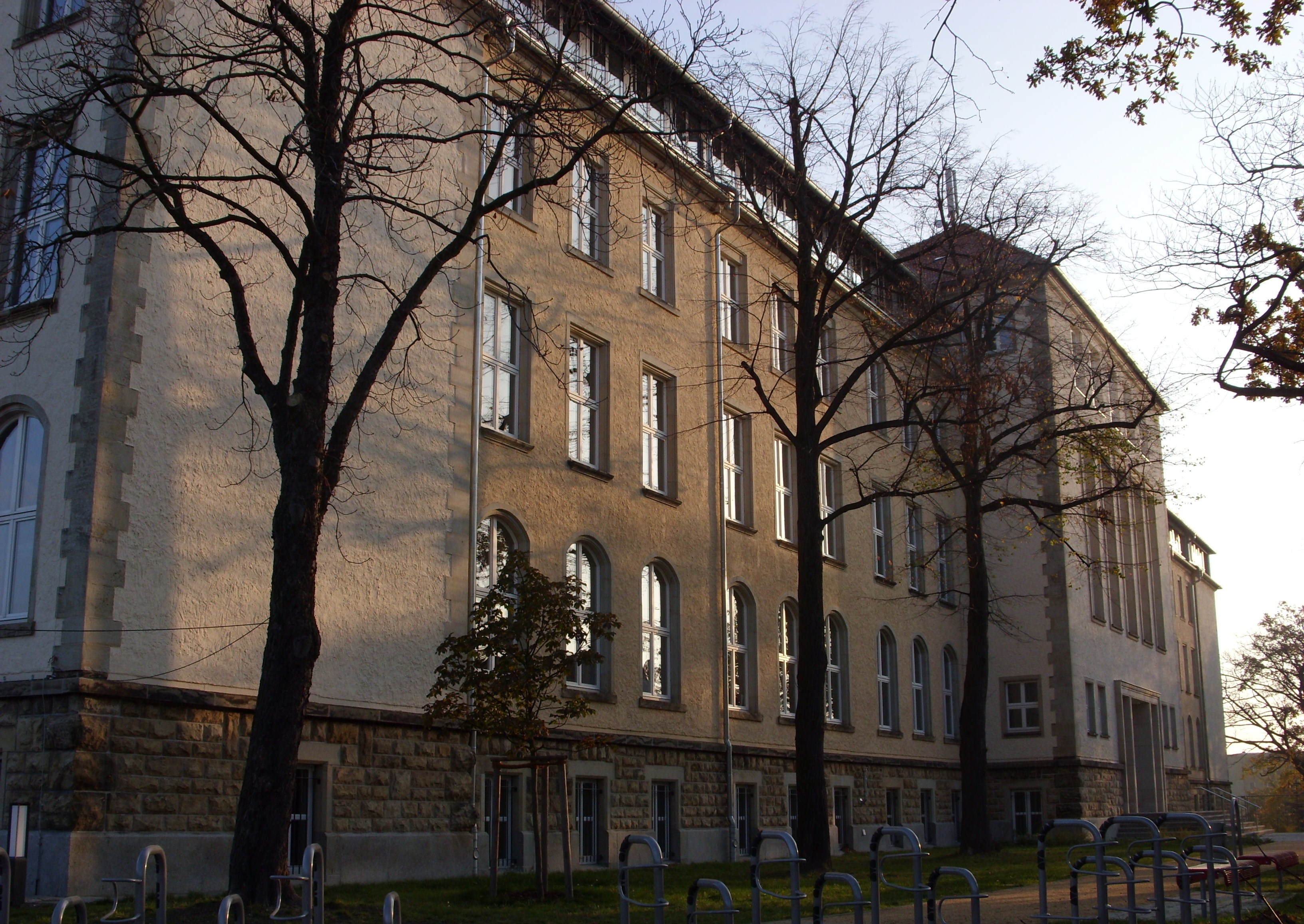
Здание Серболужицкой гимназии в Будишине

### Диалекты
Для большинства носителей серболужицких языков, в основном являющихся жителями сельской местности, главным средством общения являются диалекты, на литературных языках, в том числе и на верхнелужицком, говорит относительно небольшая часть серболужицкого населения, главным образом сельская и городская интеллигенция. На периферии серболужицкого языкового ареала диалекты сравнительно быстро исчезают (исключая католические районы Верхней Лужицы), в центральных районах диалекты сохраняются лучше. В целом диалекты сильнее подверглись воздействию немецкого языка в сравнении с литературным верхнелужицким языком.

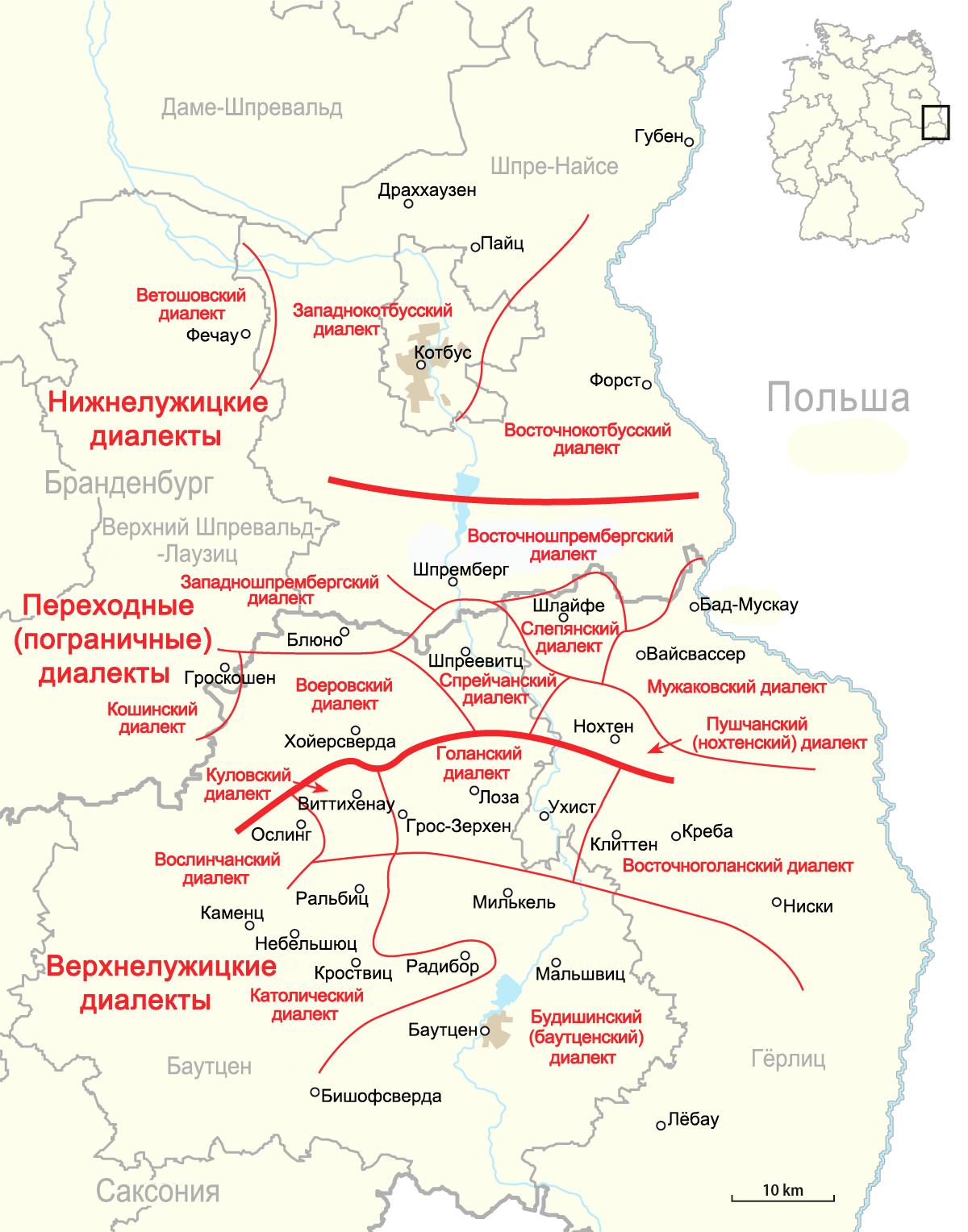
Лужицкие диалекты

На территории Верхней Лужицы распространена верхнелужицкая группа диалектов, на основе ряда говоров которой сформировался современный верхнелужицкий литературный язык. Ареал этой диалектной группы расположен в южной части территории распространения лужицких языков и противопоставлен нижнелужицкому диалектному ареалу на севере. От нижнелужицких диалектов верхнелужицкие отделены территорией, занимаемой переходными (пограничными) диалектами, по которой широкой полосой проходят пучки изоглосс основных серболужицких языковых явлений.
Для верхнелужицкого ареала, занимающего сравнительно небольшую территорию, характерна значительная диалектная дробность. Выделяются следующие основные диалекты:
- Западные, в том числе:
  - Куловский диалект (Kulowska narěč, нем. Wittichenauer Dialekt).
  - Католический диалект (Katolska narěč, нем. Katholischer Dialekt).
- Центральные, в том числе:
  - Будишинский (баутценский) диалект (Budyska narěč, нем. Bautzener Dialekt).
  - Голанский диалект (Holanska narěč, нем. Heidedialekt).
- Восточные, в том числе:
  - Восточноголанский диалект (Wuchodna holanska narěč, нем. Östlicher Heidedialekt).
  - Согласно Серболужицкому языковому атласу[32][33], также любийский, или диалект Лёбау (нем. Löbau), и другие.

Будишинский диалект, послуживший основой литературного языка, распространён в окрестностях города Будишин. Католический диалект распространён в католических приходах на территории к западу от Будишина до города Каменц. На куловском диалекте, близком к католическому, говорят лужицкие сербы в окрестностях Кулова (Виттихенау) (Kulow, нем. Wittichenau). К северу и северо-востоку от будишинского размещены ареалы голанского и восточноголанского диалектов.

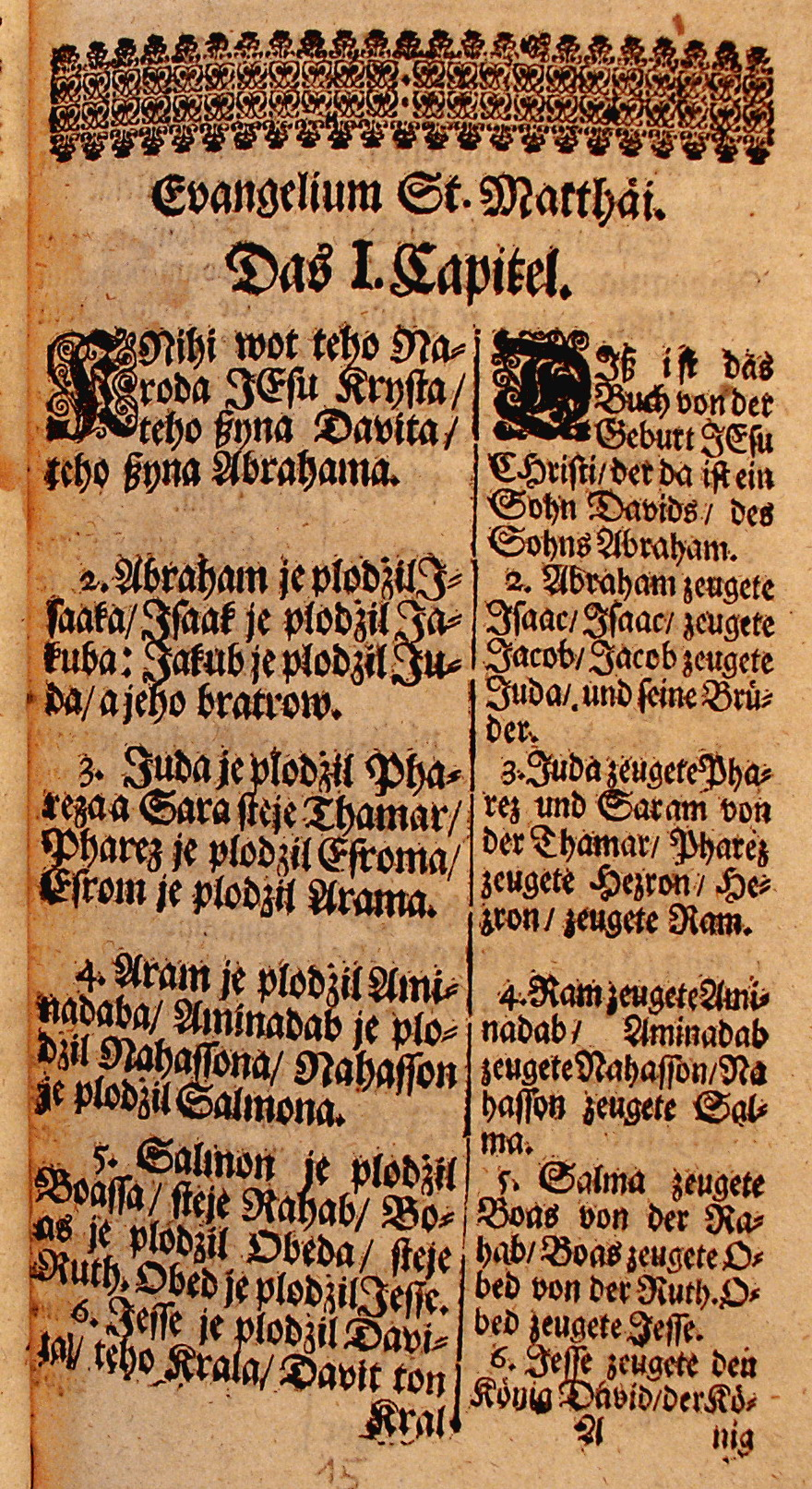
Страница из Нового Завета, переведённого М. Френцелем на верхнелужицкий язык в 1706 году

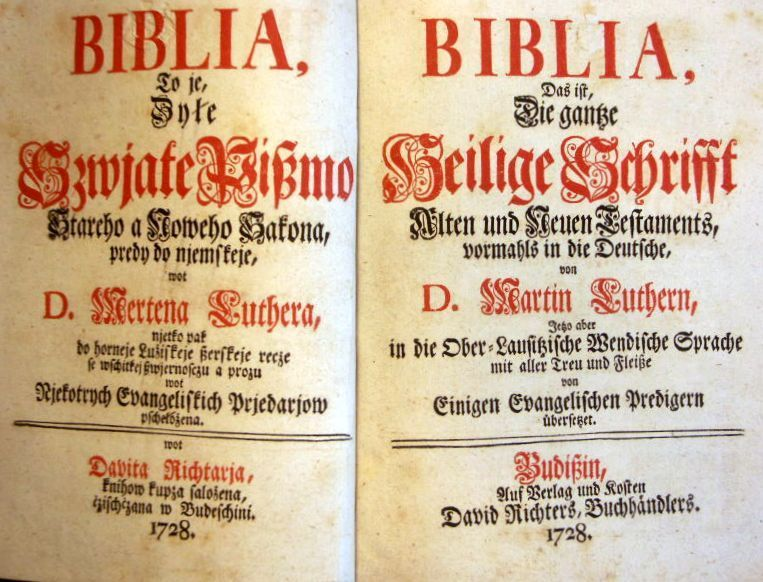
Титульный лист Библии 1728 года на верхнелужицком и немецком языках

## Письменность
Лужицкие сербы пользуются латинским алфавитом, дополненным буквами, созданными при помощи диакритических значков ˇ (hóčka) и ´ (smužka).
После орфографической реформы 1 декабря 1948 года в верхнелужицком алфавите насчитываются 34 буквы. Буквы Qq, Vv, Xx используются только в иностранных именах собственных. Принцип орфографии — этимологическо-фонетический.
| буква | название | основной аллофон(МФА) | другие аллофоны |
| ----- | -------- | --------------------- | --------------- |
| A a   | a        | [a]                   |                 |
| B b   | bej      | [b]                   | [p]             |
| C c   | cej      | [ts]                  | [dz]            |
| Č č   | čej      | [tʃ]                  | [dʒ]            |
| Ć ć   | ćet      | [tʃ]                  | [dʒ]            |
| D d   | dej      | [d]                   | [t]             |
| Dź dź | dźej     | [dʒ]                  | [tʃ]            |
| E e   | ej       | [ɛ]                   |                 |
| Ě ě   | ět       | [e]                   | [ɛ], [ej]       |
| F f   | ef       | [f]                   |                 |
| G g   | gej      | [g]                   | [k]             |
| H h   | ha       | [ɦ]                   |                 |
| Ch ch | cha      | [x]                   | [k], [kʰ]       |
| I i   | i        | [ɪ]                   |                 |
| J j   | jot      | [j]                   |                 |
| K k   | ka       | [k]                   | [g]             |
| Ł Ł   | eł       | [w]                   |                 |

| буква | название | основной аллофон(МФА) | другие аллофоны |
| ----- | -------- | --------------------- | --------------- |
| L l   | el       | [l]                   |                 |
| M m   | em       | [m]                   |                 |
| N n   | en       | [n]                   | [ŋ]             |
| Ń ń   | ejn      | [nʲ]                  |                 |
| O o   | o        | [ɔ]                   |                 |
| Ó ó   | ót       | [o]                   |                 |
| P p   | pej      | [p]                   | [b]             |
| R r   | er       | [r]                   | [ʁ]             |
| Ř ř   | eř       | [ʃ]                   |                 |
| S s   | es       | [s]                   | [z]             |
| Š š   | eš       | [ʃ]                   | [ʒ]             |
| T t   | tej      | [t]                   | [d]             |
| U u   | u        | [ʊ]                   |                 |
| W w   | wej      | [w]                   |                 |
| Y y   | ypsilon  | [ɨ]                   |                 |
| Z z   | zet      | [z]                   | [s]             |
| Ž ž   | žet      | [ʒ]                   | [ʃ]             |

## История языка

### Середина I тысячелетия — XV век (дописьменный период)

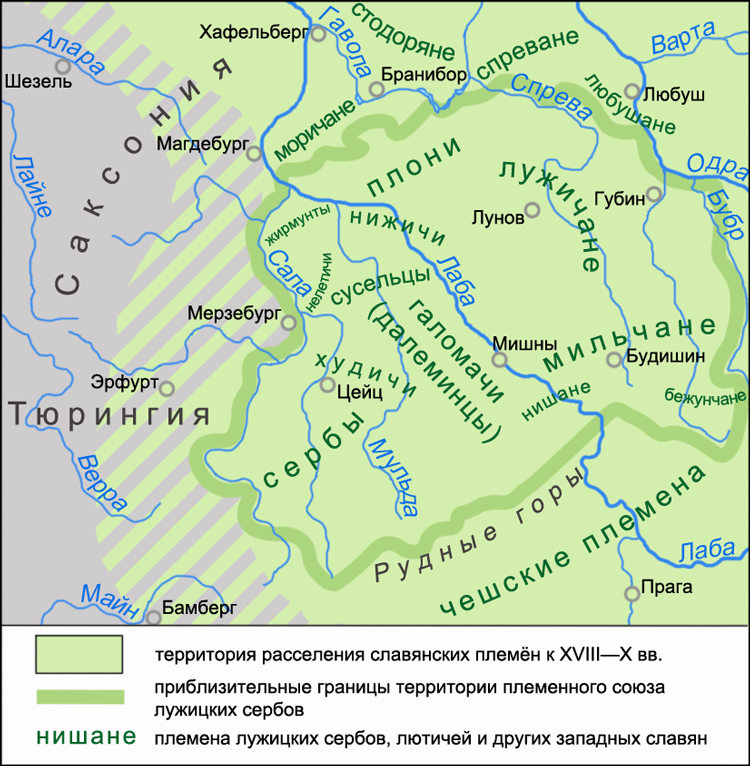
Племена лужицких сербов в VIII—X вв.

Современные верхнелужицкие диалекты и соответственно литературный язык, сформировавшийся на их основе, ведут своё происхождение от диалекта западнославянского племени мильчан, заселившего районы Верхней Лужицы во второй половине I тысячелетия (впервые упоминаются Баварским Географом с IX века). Предком диалектов нижнелужицкой группы был диалект племени лужичан, носители диалектов остальных серболужицких племён — далеминцев, сербов, нишан и других — были в разное время онемечены, сведения об их языке до нас не дошли. К IX веку среди мильчан, лужичан и других славянских племён между Салой (Заале) и Одрой (Одером) по мере расширения владений сербского племенного союза распространился этноним «сербы», сохранившийся до настоящего времени. По мнению одних исследователей серболужицких языков, верхнелужицкие диалекты никогда не образовывали единства с нижнелужицкими — они происходят от разных, хотя и близких диалектов праславянского языка, по мнению других — верхнелужицкий сформировался на основе части диалектов некогда единого пралужицкого языка.
Первоначально территория в районе Будишина, которую населяли мильчане, называлась Будишинская земля, позднее она получила название Верхняя Лужица, распространившееся к XV веку с севера из области, которую населяло племя лужичан (ранее название Лужица относилось только к Нижней Лужице).

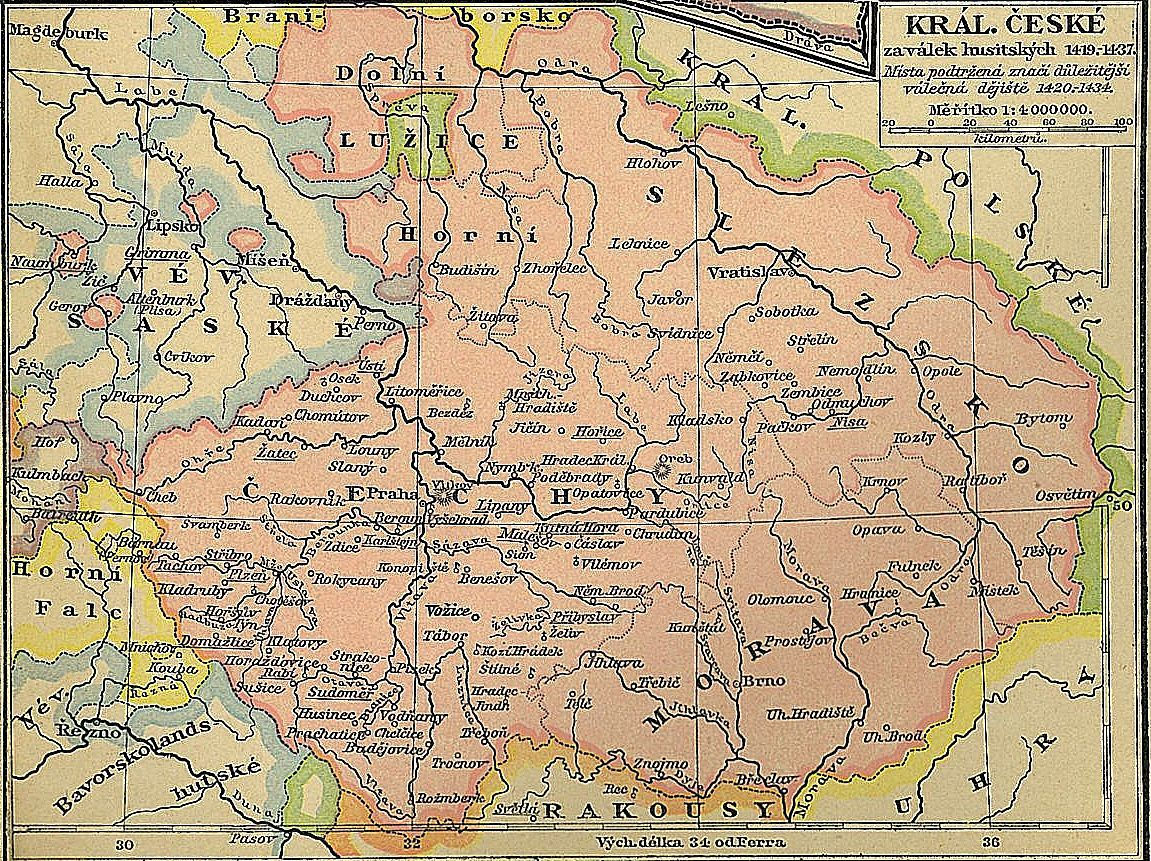
Нижняя и Верхняя Лужицы в составе Чешского королевства XV века

Лужицкие сербы на протяжении всей своей истории не смогли образовать самостоятельного государства, уже в X веке они были покорены франками (окончательно племя мильчан было завоёвано в 990 году). В дальнейшем в разное время Лужица переходила из-под власти немецких то к польским, то к чешским феодалам. С перерывами до 1635 года Верхняя Лужица входила в состав Чехии (в рамках Священной Римской империи), в результате чего, по мнению польского учёного Е. Налепы, чешский язык серьёзно повлиял на верхнелужицкий. В то же время, как считает Г. Шустер-Шевц, отсутствие переходных чешско-верхнелужицких говоров противоречит гипотезе о чешско-верхнелужицких контактах. Однако важнейшую роль в истории как верхнелужицкого, так и нижнелужицкого языков, начиная с конца X века и в течение почти тысячи лет до настоящего времени, сыграло их взаимодействие с немецким языком, история лужицких сербов оказалась тесно связанной с историей немецкой нации и немецкого государства. Носителям лужицких языков пришлось существовать в условиях постоянного сопротивления как естественной, так и насильственной германизации, которая осуществлялась с разной степенью интенсивности в разные периоды развития лужицкого языка и в разных областях Лужицы. С массовой колонизации Лужицы (середина XII века) немецкоязычным крестьянским населением из других районов Германии началось постоянное постепенное сокращение серболужицкого языкового ареала.
От раннего периода развития и до XVI века на верхнелужицком не было создано ни одного письменного памятника, язык существовал только в устной форме. До нас дошли лишь отдельные серболужицкие имена собственные, названия и отдельные фразы в латино- и немецкоязычных памятниках (в частности такие топонимы с древнелужицкими корнями, как Zossen — из *sosna, Gera — из *gora, Belgern — из *běla gora и т. д.). В то же время, хотя верхнелужицкий и употреблялся серболужицкими крестьянами только как язык бытового общения, ещё до появления письменности с момента принятия серболужичанами христианства уже начала формироваться серболужицкая церковная терминология.

### XVI—XXI века (письменный период)

#### XVI—XVIII века
Начиная с XVI века, в ходе Реформации, серболужицкие языки стали употребляться в качестве богослужебных — в 1550 году их использование в целях дальнейшего распространения лютеранства было разрешено официально (так как многие лужичане не понимали немецкого). Первый памятник верхнелужицкого языка — так называемая «Будишинская присяга» (1532), первая печатная книга — «Малый катехизис» (1595), в котором отражены черты будишинского диалекта, переведённый и напечатанный Вяцловом Варихием (Wjacław Warichius). Первоначально церковные лютеранские тексты переводились священниками и использовались главным образом только в их церковных приходах. Такие переводы имели разную диалектную основу, благодаря чему в разных областях верхнелужицкой территории письменный язык серболужичан заметно различался.
Первую в истории грамматику языка под названием «Rudimenta grammaticae Sorabo-Vandalicae idiomatis Budissinatis delineata» написал в середине XVII века лютеранский пастор Юрий Людовици. В 1679 году иезуит Якуб Ксавер издал грамматику «Principia Linguae Wendicae, Quam aliqui Wandalicam vocant».
Позднее в период начавшейся Контрреформации появилась необходимость знакомить верующих серболужичан с христианским учением на их родном языке и у представителей католического духовенства. В результате через некоторое время после появления первых верхнелужицких евангелических церковных текстов стала создаваться церковная литература у католиков.
На рубеже XVII—XVIII веков на основе разнодиалектной церковной литературы стали постепенно формироваться два варианта литературного верхнелужицкого языка — «протестантский» («евангелический», «центральный») на основе будишинского диалекта и «католический» («периферийный») на основе куловского (в середине XVIII века диалектной базой языка католиков стали кросчанские говоры, что способствовало сближению двух литературных норм в дальнейшем). Основой протестантского языка стал перевод Нового Завета священником из Будестец М. Френцелем (1706), а католического — перевод Библии священником из Радвора Ю. Х. Светликом (1688—1707 годы). Отличия между двумя литературными нормами касались прежде всего орфографии. Но также отмечались различия в грамматике и лексике, что было обусловлено разной диалектной основой языков (например, еванг. wjećenje — катол. racha (рус. отмщение), еванг. šlachta — катол. splaw (рус. род), еванг. składnosc — катол. přiležnosć (рус. случай) и т. д.). После реформы орфографии в 1862 году различия между ними были нивелированы.

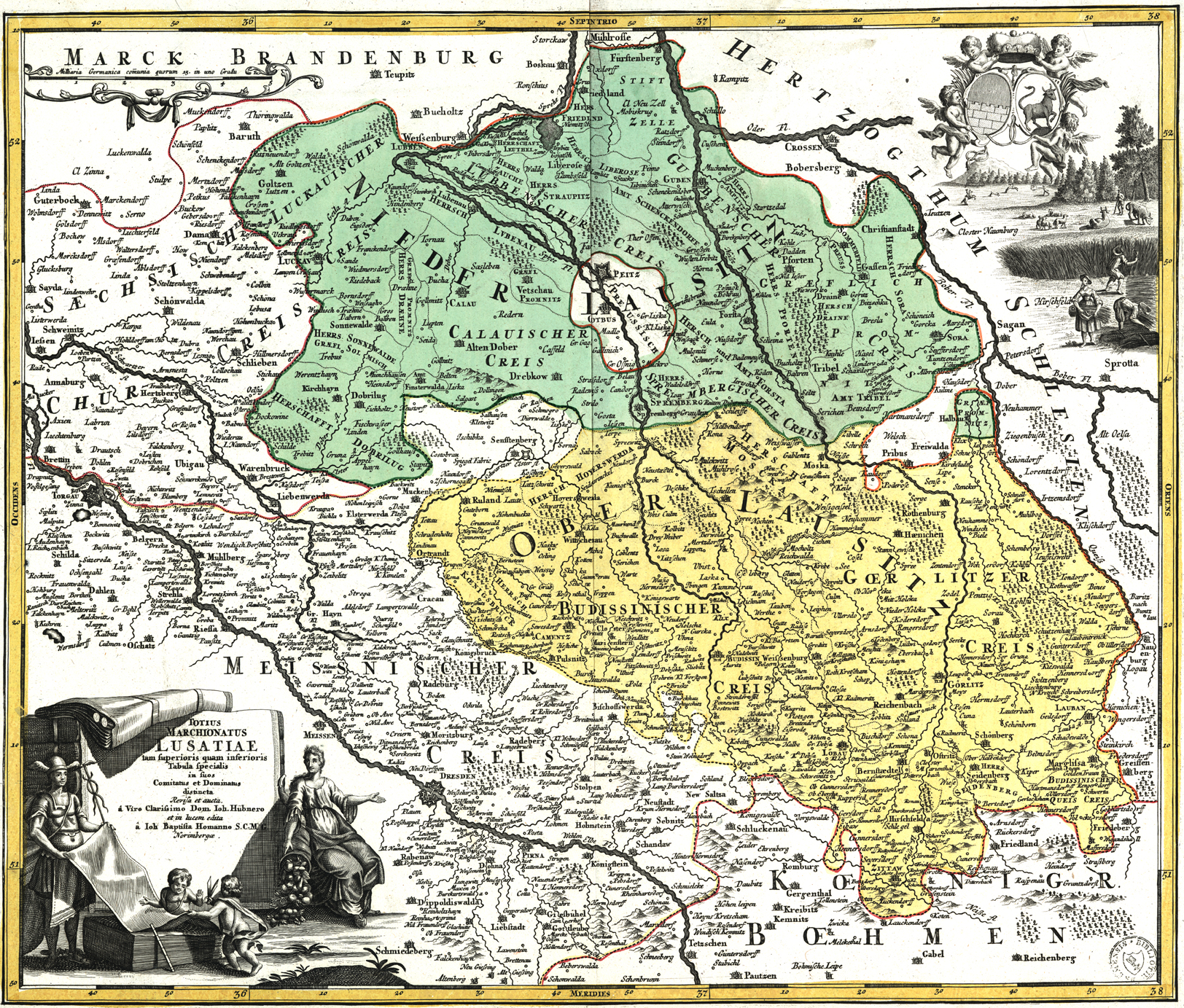
Карта Нижней и Верхней Лужиц в XVIII веке

Ранний период развития верхнелужицких литературных норм характеризуют прямые заимствования и кальки из немецкого языка, прежде всего связанные с абстрактными понятиями (например, заимствования: lazować (рус. читать), hnada (рус. милость), frejota (рус. свобода), и кальки: radna khejža (рус. ратуша, из нем. Rathaus), znać wuknyć (рус. /по/знакомиться, из нем. kennenlernen) и т. д.). В то же время, несмотря на значительное влияние немецкого языка, верхнелужицкий сохранил исконно славянский пласт общеупотребительной лексики, представленный словами, связанными с окружающим миром и жизнью человека (например: dešć (рус. дождь), słónco (рус. солнце), liška (рус. лиса), kwas (рус. свадьба) и т. д.). Также праславянский лексический фонд представляют слова, относящиеся к церковной жизни (например, wěra (рус. вера), hrěch (рус. грех) и т. д.). Важную роль в развитии и нормировании литературных языков сыграло издание грамматик и словарей верхнелужицкого языка. Первой верхнелужицкой грамматикой была Principia Linguae Wendicae («Основания вендского языка») Я. К. Тицина (1670), написанная на латинском языке, она использовалась в католических районах Верхней Лужицы. «Серболужицкая грамматика» Г. Маттеи описывала евангелический вариант верхнелужицкого языка. Наиболее известным верхнелужицким словарём являлся в то время Vocabularium Latino-Serbicum («Латинско-серболужицкий словарь»), составленный Ю. Х. Светликом (1721).
В отличие от положения нижнелужицкого языка в Бранденбурге в XVII—XVIII вв., где вводились прямые языковые запреты, положение верхнелужицкого в Саксонии было не таким тяжёлым. Серболужицкие язык и культура развивались относительно свободно, с 1668 по 1728 годы была напечатана 31 книга на лужицком языке, в 1690 году властями была учреждена комиссия по изданию серболужицких сочинений, дававшая разрешение на выпуск книг. Тем не менее и в Верхней Лужице языковая ситуация к XVIII веку сложилась таким образом, что языком городского населения стал немецкий, а сельского — верхнелужицкий (при этом верхнелужицкий употреблялся в деревнях как основной разговорный, а немецкий — как второй). Оставаясь в основном языком бытового общения, верхнелужицкий в ограниченной мере служил также языком богослужения и судопроизводства.

#### XIX век

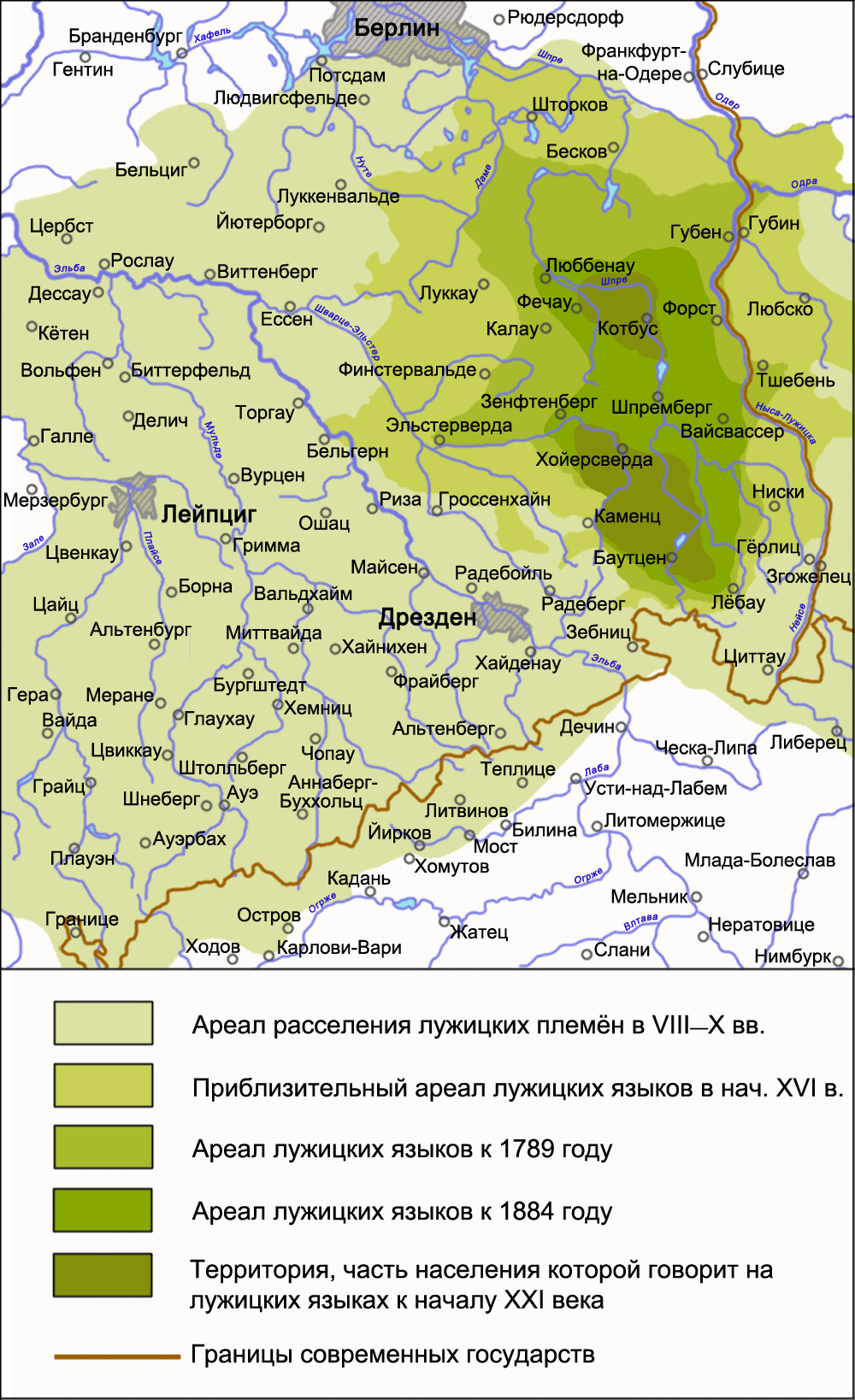
Карта сокращения лужицкого языкового ареала

XIX век в истории серболужицкого языка и этноса характеризуется продолжающимся сокращением славянского населения по отношению к немецкому (в начале XIX века лишь треть населения обеих Лужиц была славянской), разделением Верхней Лужицы помимо конфессиональных также и административными границами после передачи с 1815 года части верхнелужицких земель Пруссии. В то же время XIX век для лужицких сербов был отмечен периодом национального возрождения, совпавшим по времени с аналогичными процессами у других славянских народов. По оценке К. К. Трофимовича, в Верхней Лужице национальное возрождение началось в 1830—1840 годы, а закончилось, в 1870-е годы. М. И. Ермакова полагает, что кульминация этого процесса пришлась на 1840-е годы. В национальном возрождении лужичан, в сохранении и развитии их национальной самобытности и культуры одну из ведущих ролей сыграл серболужицкий язык. В саксонской части Верхней Лужицы на верхнелужицком языке, который прежде представлял собой язык церковных книг, появляется светская литература, начинают издаваться книги и журналы, язык отчасти используется в науке. В Лужице и за её пределами появляются объединения серболужицкой молодёжи, ставящие своей целью развитие своих языка и культуры, открываются серболужицкие издательство и книжный магазин. Становлению и развитию родного языка, а также преодолению расхождений между двумя литературными вариантами посвящают свою деятельность такие представители серболужицкой науки и культуры, как Г. Зейлер, Я. П. Йордан, Я. А. Смолер, М. Горник и другие. В 1847 году создаётся серболужицкое национальное культурно-просветительное общество «Матица сербская» (Maćica Serbska). В 1848—1851 годах в Саксонии разрешают преподавать лужицкие языки в школе.

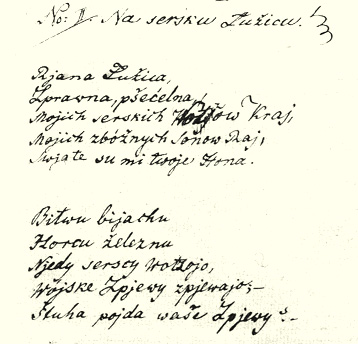
Рукопись стихотворения Г. Зейлера, ставшего позднее гимном лужицких сербов

Около 1875 года формируется движение младосербов, в число которых входили поэт Я. Барт-Чишинский, учёный А. Мука и другие, внёсшие значительный вклад в сохранение и развитие серболужицкого языка.
В XIX веке словарный состав верхнелужицкого языка значительно обогатился. Появились слова, нередко заимствованные из чешского и других славянских языков и обозначающие новые реалии в жизни серболужичан, прежде всего, связанные с политикой, искусством, наукой и техникой (например, такие неологизмы, как wustawa (рус. конституция), runoprawny (рус. равноправный), wukraj (рус. заграница), zdźěłanosć (рус. образование), narodopis (рус. этнография), železnica (рус. железная дорога) и т. д., интернационализмы, среди них republika (рус. республика), psychologija (рус. психология), technika (рус. техника) и т. д.). По образцу верхнелужицких нередко возникали и неологизмы в нижнелужицком языке, но были известны и противоположные случаи, когда новые слова в верхнелужицком появлялись под влиянием нижнелужицкого (например, wosypicy (рус. корь) из н.-луж. wóspice, sćekły (рус. бешеный) из н.-луж. sćakły и другие). В это же время в среде образованных серболужичан усиливаются пуристические тенденции, направленные на очищение языка от заимствований, в первую очередь германизмов. В поисках «чистого» образца обращались к народной поэзии, а также к чешскому и польскому языкам. Так, например, вместо lazować (рус. читать), kumšt (рус. искусство), cwyflować/cwoblować (рус. сомневаться) появились синонимы со славянскими корнями: čitać, wumělstwo, dwělować. «Очистка» литературного верхнелужицкого языка привела к увеличению разрыва между ним и народными говорами.
В последней четверти XIX века в среде «Матицы сербской» образовался так называемый «матичный» вариант верхнелужицкого, объединивший вместе два конфессиональных варианта литературного языка, он получил отражение в работе К. Пфуля 1867 года Laut- und Formenlehre der oberlauzitzisch-wendischen Sprache.

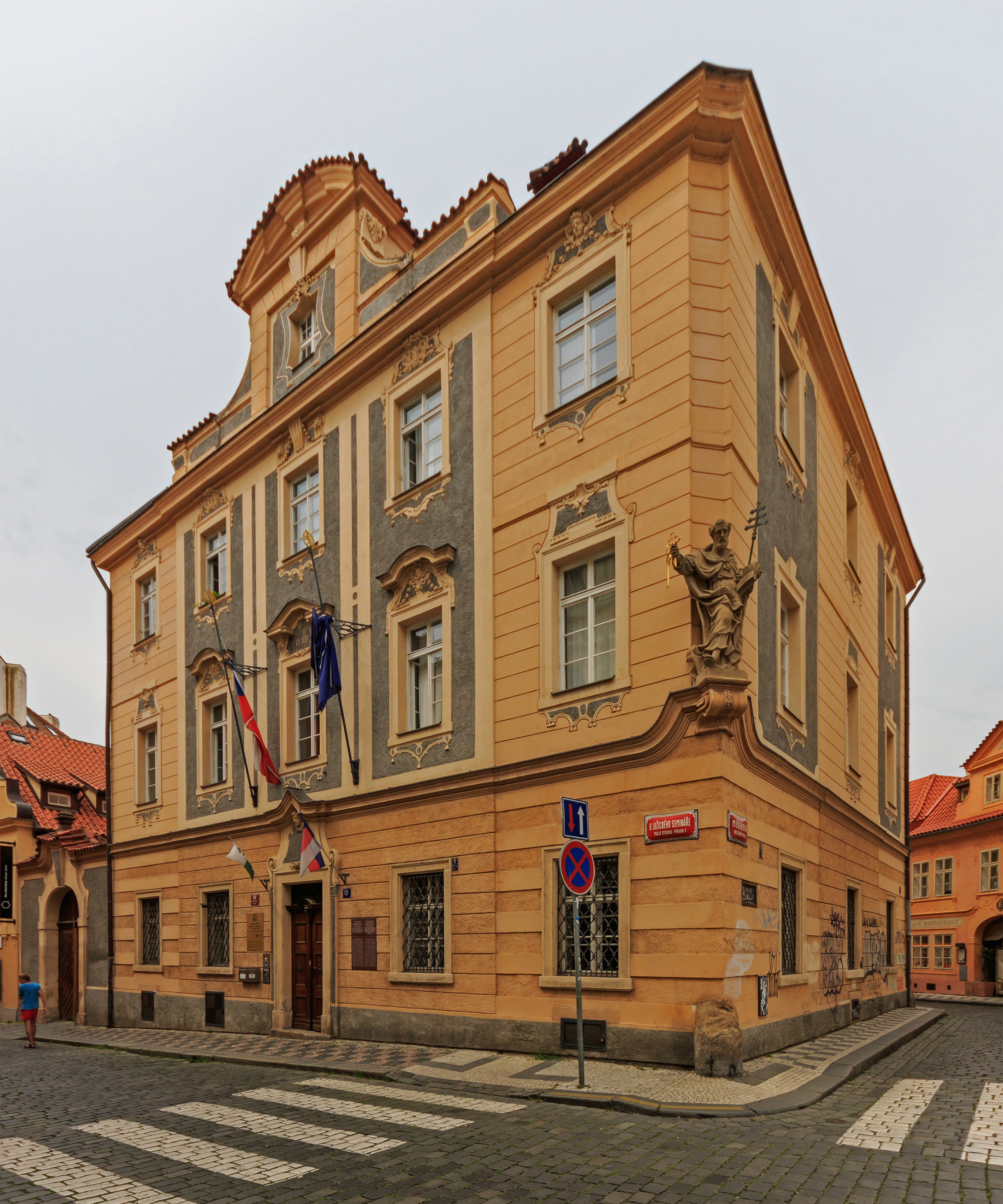
Лужицкая семинария в Праге, где учился Я. Барт-Чишинский

Наряду с формированием единой литературной нормы, с ростом престижа и расширением сфер применения верхнелужицкого языка в результате политики германизации произошло постепенное распространение поголовного знания немецкого среди лужицких сербов даже в деревнях, вытеснившего существовавшие прежде наддиалектные образования в качестве средства общения носителей различных серболужицких диалектов. Следствием этого были переход к началу XX века к полному серболужицко-немецкому двуязычию и продолжающееся сокращение численности носителей верхнелужицкого языка. На распространение немецкого языка среди лужицких сербов влияли переселение крестьян в поисках работы в города, в том числе и за пределы Лужицы, и массовый наём рабочих на лужицкие предприятия из других районов Германии, также снижение численности и компактного расселения серболужичан в Лужице происходило в результате эмиграции в США, Австралию и другие страны, первая волна которой относится к 1840-м годам.
С 1880-х годов верхнелужицкий литературный язык, употреблявшийся в официальных ситуациях письменно и устно на территории саксонской части Верхней Лужицы, оформился как надрегиональная форма языковой коммуникации, главным образом среди лужицкой интеллигенции. К этому же времени относится изменение политики властей в отношении языка лужичан. В 1873 году был принят саксонский закон о народной школе, благодаря которому немецкий язык стал языком обучения во всех школах, включая те, где немецкие дети составляли менее 5 % всех учеников, а лужицкие не знали немецкого, а евангелическая церковь старалась отправлять в серболужицкие приходы только немецких священников.

#### XX—XXI века
В XX веке развитие как верхнелужицкого языка в целом, так и его литературной формы, всё так же сдерживалось тем, что возможности применения верхнелужицкого в обществе были ограничены.
Верхнелужицкий язык никогда не был государственным языком, функции официального языка в Верхней Лужице всегда выполнял немецкий. Как и многие другие языки национальных меньшинств, верхнелужицкий продолжает характеризоваться меньшим объёмом словарного состава, менее широко представленными определёнными жанрами письменности.
На рубеже XIX—XX веков в ответ на репрессивные меры против серболужицкого языка создавалось большое число союзов и обществ, члены которых учились читать и писать на родном языке. К 1913 году в саксонской части Верхней Лужицы насчитывалось 58 культурных обществ, объединявших 8800 членов. В 1904 году был открыт «Сербский дом», а 13 октября 1912 года в городе Войерецы (Хойерсверда) создана организация «Домовина» (Domowina), призванная стать главной национальной организацией лужицких сербов.

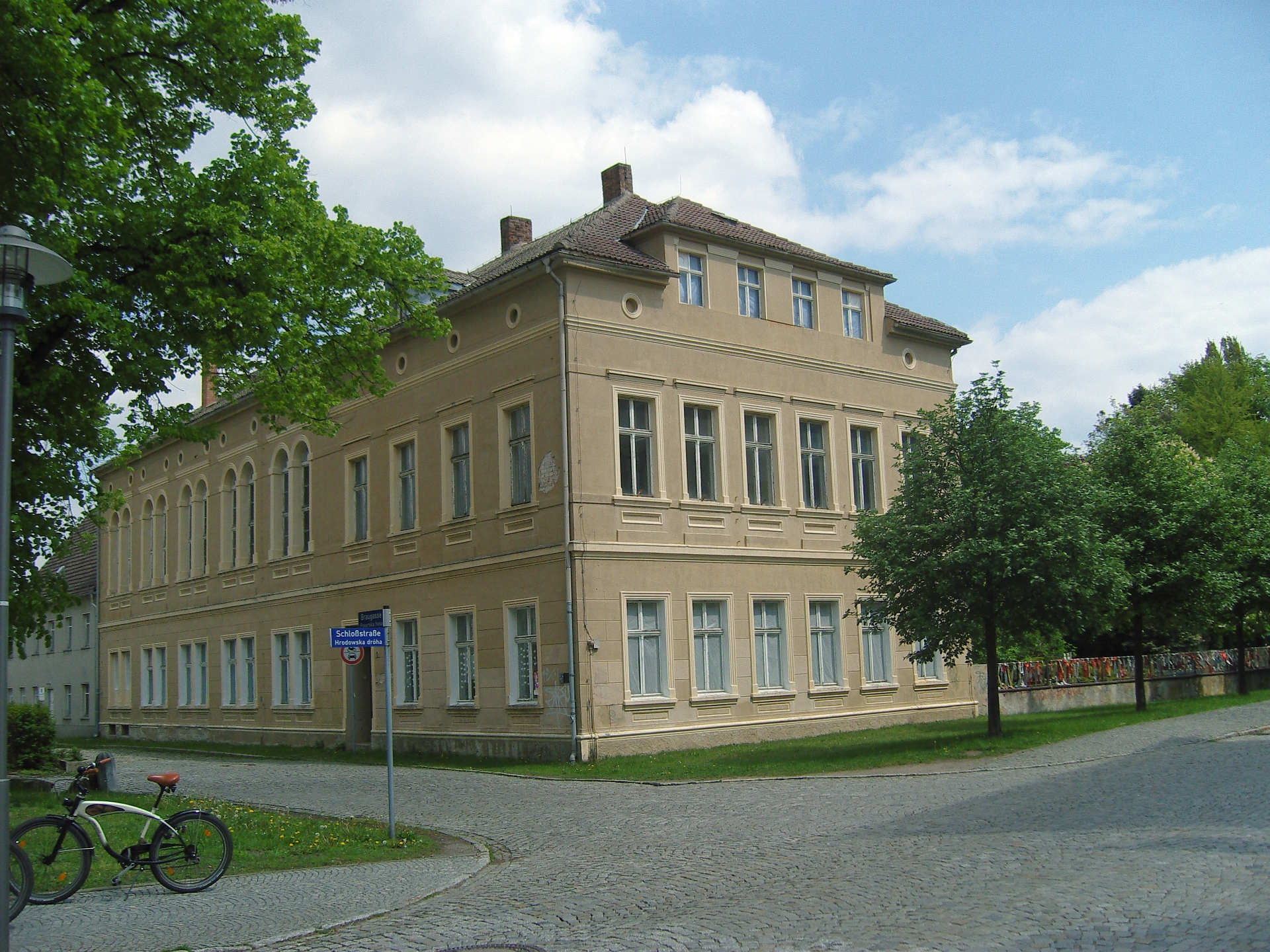
Здание в Хойерсверде, в котором с 1912 года размещалось представительство «Домовины»

В XX веке могли сложиться условия для полноценного развития серболужицкого языка. После Первой мировой войны на Парижской мирной конференции представитель Серболужицкого национального комитета просил предоставления лужицким сербам либо автономии в составе Германии, либо создания самостоятельного лужицкого государства, либо включения Лужицы в состав Чехословакии. После Второй мировой войны лужицкие сербы вновь заговорили о присоединении к Чехословакии или о независимости. Но все эти идеи остались нереализованными. Напротив, в Веймарской республике, особенно с приходом к власти в Германии национал-социалистской партии, были приняты меры, ведущие к усилению германизации серболужичан.
Тем не менее после Второй мировой войны сфера употребления верхнелужицкого языка расширилась. Лужицкие языки получили равные права с немецким языком. Возобновила свою деятельность закрытая нацистами организация «Домовина». Вновь стала издаваться периодика на верхнелужицком, возобновлено книгопечатание. В 1948 году в Саксонии вышел закон, обеспечивающий поддержку серболужицкого языка и культуры, разрешающий создание школ с лужицкими языками в качестве языка преподавания, а также применение лужицких языков в административных учреждениях. Эти права сохранились за ними в единой Германии по договору между ГДР и ФРГ, подписанному в сентябре 1990 года. В послевоенное время были основаны Лужицкая Высшая Школа в Будишине (Serbska wyša šula Budyšin) — педагогический институт, создан Институт серболужицкого народоведения в составе АН ГДР (ныне — независимое зарегистрированное общество Серболужицкий институт), стали выходить радиопередачи на верхнелужицком языке, открыт серболужицкий народный театр, создан фольклорный ансамбль, стали проводиться фестивали народной культуры. По переписи 1969 года в девяти школах Германии преподавание велось на лужицких языках, а в восьмидесяти пяти лужицкие языки изучались.

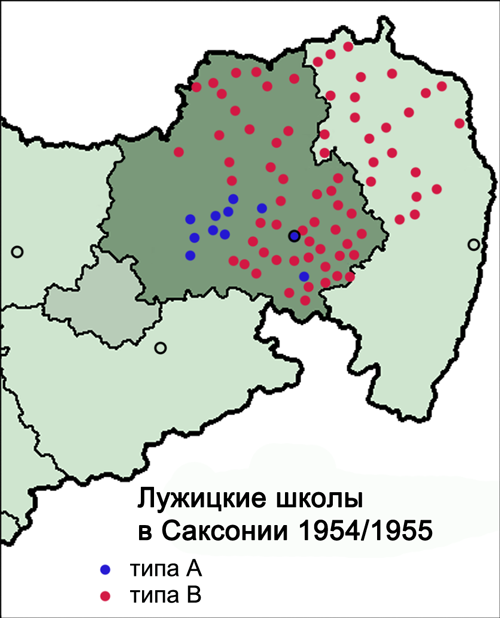
Лужицкие школы 1954/1955 учебного года на карте в границах современной Саксонии

В то же время лужицким сербам не удалось добиться создания административной единицы с компактным славянским населением. Переселение части немецкого населения (около 180 000 человек) из Судет и Силезии на территорию Лужицы в 1946 году нарушило соотношение немецкого и славянского населения в Лужице — деревни, населённые исключительно лужичанами, практически полностью исчезли. С конца 1950-х годов политика в отношении лужицких сербов вновь изменилась, власти ограничили поддержку развития серболужицкого языка и культуры. Ради разработки месторождений бурого угля были переселены целые деревни, в Лужицу переехало большое число рабочих-немцев на предприятия по добыче и переработке угля, а также на строительство электростанций. Всё это негативно сказалось на положении верхнелужицкого языка.
После объединения Германии в октябре 1990 года была восстановлена организация Maćica Serbska. Принятыми в 1992 году конституциями федеральных земель Бранденбург и Саксония предусмотрена поддержка серболужицкого языка и культуры. В 1991 году в Саксонии принят закон о школах, оговаривающий право обучения лужицких сербов на родном языке, законы 1993 года дали возможность создания серболужицких или двуязычных групп в детских садах. 1 марта 1998 года в Нижней Лужице стартовала программа Witaj (образцом для которой послужила бретонская программа DIWAN), охватившая затем и районы Верхней Лужицы. Программа предполагает общение воспитателя с детьми в детском саду исключительно на лужицком языке.
Преобразования второй половины XX — начала XXI веков, направленные на укрепление и развитие лужицких языков, позволили им расширить сферу употребления в обществе, что способствовало развитию их лексики и стилистических возможностей. Тем не менее в сравнении с немецким литературным языком функции верхнелужицкого продолжают оставаться ограниченными, а число носителей языка продолжает снижаться.
В XX и начале XXI веков сохранялись основные тенденции развития литературного верхнелужицкого языка, унаследованные от предшествующего периода. В плане заимствований и появления новообразований верхнелужицкий опирается на традиционные контакты с немецким и соседними западнославянскими языками, как и во все современные литературные языки в него активно проникают интернационализмы.
При образовании новых слов в верхнелужицком языке в XX веке наиболее распространённым стало использование калек с немецкого (например, datowa banka (рус. база данных, из нем. Datenbank), pomnikoškit (рус. охрана памятников, из нем. Denkmalschutz) и т. д.), так как новые понятия в основном усваиваются через посредство немецкого языка. Немецкий язык является для верхнелужицкого также основным проводником интернационализмов. В то же время прямые лексические заимствования из немецкого в верхнелужицкий почти не проникают. После Второй мировой войны увеличивается число заимствований новых слов из чешского и польского языков, включая и образование калек (например, wulkowiki (рус. (большая) ярмарка, из чеш. veletrh), wučbnica (рус. учебник, из чеш. učebnice), spěšnosmykanje (рус. скоростной бег на коньках, из чеш. rychlobruslení), telewizija (рус. телевидение, из чеш. televize, пол. telewizja), prosta (рус. простая, из пол. prosta [linia]) и т. д.). После Второй мировой войны отмечалось влияние на верхнелужицкий также и русского языка, в основном терминологии, возникшей во времена социализма (например, aktiw рус. актив, kolektiw рус. коллектив, kombajn рус. комбайн, kombinat рус. комбинат и т. д.).

### Историческая фонетика
Так называемая метатеза плавных в верхнелужицком осуществлялась без удлинения гласного в срединных сочетаниях *TorT, *TolT, *TerT *TelT > TroT, TloT, TreT, TleT (под циркумфлексной интонацией) и TróT, TlóT, TrěT, TlěT (под акутовой интонацией или в предударном слоге), начальные группы *orT, *olT под акутовой интонацией изменились в raT, laT, а под циркумфлексной и новоакутовой в roT, loT (где T — любой согласный).
Так же, как в польском и чешском языках, оба праславянских редуцированных звука перешли в сильной позиции в лужицких языках в e. Гласные полного образования, находившиеся в слоге перед редуцированным в слабой позиции, после падения редуцированных удлинялись. Долгие *ē и *ō в ударной позиции перешли в гласные средне-верхнего подъёма, обозначаемые в современном верхнелужицком литературном языке на письме как ě и ó. Праславянский *ē совпал с *ě. Позднее перед заднеязычными и губными звук ó перешёл в o: mloko — w mlóce («молоко» — «в молоке») (данное изменение произошло уже в XIX веке). С течением времени противопоставление гласных по долготе-краткости утратилось, а ударение закрепилось на первом слоге (ударение в праславянском языке было свободным).
Слоговое ṛ дало в верхнелужицком or: *kъrmiti > *kṛmiti > kormić («кормить»), ṛ’ перед твёрдым зубным согласным изменилось подобным образом: pьrstъ > pṛ’stъ > porst («палец»), в остальных положениях перешло в er с предшествующей мягкостью: *pьrstenь > * *pṛ’stenь > pjeršćeń («кольцо»). Слоговое ḷ изменилось в oł: *dъlgъ > *dḷgъ > dołh («долг»). То же сочетание дало ḷ’ перед твёрдыми зубными: *pьlnъ > *pḷ’nъ > połny («полный»), в остальных положениях оно перешло в el с предшествующей мягкостью: *vьlkъ > *vḷ’kъ > wjelk («волк»).
Носовые гласные в лужицких исчезли во второй половине XII века, по мнению Е. Налепы, под чешским влиянием.
Гласный a между двумя мягкими согласными перешёл в верхнелужицком в e: jejo («яйцо»), žel («жаль»). По данным письменных памятников это изменение датируют XVII—XVIII веками, в голанском и восточноголанском диалектах оно не осуществилось.
Так же, как в чешском, словацком и украинском, в верхнелужицком взрывной g перешёл во фрикативный h. Звук g в верхнелужицком встречается только в относительно поздних заимствованиях или экспрессивных словах. На основании данных памятников письменности Е. Налепа датирует начало перехода g > h концом XIII века. Дж. Стоун относит начало этого фонетического изменения к XII веку и полагает, что оно продвигалось с юга на север. Г. Шааршмидт, привлекая данные письменности и топонимов, полагает, что переход осуществлялся через стадию γ (как в белорусском языке), а также, что звук γ существовал в верхнелужицком уже в XII веке, и в XIV веке он перешёл в h. Позднее h в верхнелужицком утратился почти во всех положениях (кроме положения перед гласным и при этом не после согласного). В диалектах и разговорном верхнелужицком h исчез и в интервокальном положении. Первые письменные свидетельства этой утраты относятся к началу XVII века.
Так же, как в польском и первоначально кашубском, в лужицких языках мягкие зубные ť и ď перешли в аффрикаты ć и dź соответственно: *tělo > ćěło («тело»), *devętь > dźewjeć («девять»). Фонологизация результатов этого перехода осуществилась уже в XIII веке. Позднее в верхнелужицком ć совпало с č, а dź с аллофоном č — dž, что вызвало его фонологизацию. Праславянские сочетания *šč и *ždž сначала упростились в *šť и *žď соответственно, а затем вследствие аффрикатизации ť и ď в šć и ždź. Мягкие c’, z’ и s’ отвердели, при этом i и ě после них перешли в y: праслав. *cělъ > cyły, праслав. *sila > syła, праслав. *zima > zyma.
Аффриката ʒ, как и в большинстве других славянских языков, упростилась в z: mjeza (пол. miedza) («межа»).
В положении после согласных p, t, k звуки r и r’ в лужицких перешли в ř и ř’, в верхнелужицком этот звук впоследствии изменился в š. Ещё позже сочетание tš упростилось в c’.
Спирант x в верхнелужицком в начале морфемы перешёл в придыхательное k (kʰ) в положении перед гласным и в непридыхательное k — перед плавным. Это изменение засвидетельствовано в письменных текстах уже начиная с XVI века, однако оно не получило отражения в современной верхнелужицкой орфографии.
Как и в польском, в верхнелужицком твёрдый ł перешёл в губно-губной звук w (первые письменные свидетельства относятся к XVII веку), исключая северо-восточные голанские говоры, а мягкий l’ в положении не перед гласными переднего ряда приобрёл «европейскую» альвеолярную артикуляцию (как в немецком).
Звук w в лужицких языках выпал в начальных группах gw- и xw- (праслав. *gvozdь > hózdź («гвоздь»), праслав. *xvorstъ > chróst («хворост»)), в начале слова перед согласным, а также после согласного перед u. Предположительно, данный процесс начался ещё до XIII века, а закончился в XVI. Мягкое w’ в середине слова в интервокальном положении и перед согласным, а также на конце слова перешло в j: prajić («говорить») (пол. prawić), mužej («мужчине») (пол. mężowi), krej («кровь») (пол. krew).
Перед мягкими согласными, находящимися на конце слова или перед другим согласным (а перед исконно мягкими зубными аффрикатами и спирантами и в других позициях), в верхнелужицком возникал эпентетический j. Если j возникал после e или ě, то предшествующий этому гласному согласный отвердевал. Согласный ń перед другим согласным тоже отвердевал. Данное изменение не получило отражения на письме: dźeń [ˈd͡ʒejn] («день»), ležeć [ˈlejʒet͡ʃ] («лежать»), tež [tejʃ] («тоже»), chěža [ˈkʰejʒa] («дом»). Предположительно, эпентетический j появился в верхнелужицком уже к концу XVI века.
Замену дентального r увулярным в ряде верхнелужицких диалектов объясняют немецким влиянием.

### Историческая морфология
В области морфологии верхнелужицкий язык характеризуют исторические процессы как общие для всех западнославянских языков, так и специфически серболужицкие, в том числе известные только верхнелужицкому языку или отдельным его диалектам. 

Некоторые из основных языковых процессов, протекавших в истории верхнелужицкого языка:
- Сохранение категории двойственного числа, утраченной большинством славянских языков, при развитии «сквозного» финального показателя -j у многих форм слов разных частей речи в двойственном числе: Na brjoze staj dwaj mokraj rybakaj (рус. На берегу сидели два мокрых рыбака) / Na brjoze stej dwaj mokrej rybačkaj sedźałoj (рус. На берегу сидели два мокрых зимородка) и т. п.
- Развитие во множественном и двойственном числах у существительных мужского рода и согласуемых с ними слов категории личности: в именительном падеже множественного числа Widźach, zo su třo mokri rybacy na brjoze sedźeli (рус. Я видел, что на берегу сидели три мокрых рыбака) и в винительном падеже множественного числа Widźach třoch mokrych rybakow na brjoze sedźeć (рус. Я видел сидящих на берегу троих мокрых рыбаков), но Widźach, zo su tři mokre rybački na brjoze sedźeli (рус. Я видел, что на берегу сидели три мокрых зимородка) и Widźach tři mokre rybački na brjoze sedźeć (рус. Я видел сидящих на берегу трёх мокрых зимородков).
- Утрата форм супина в системе глагола, сохранившихся в нижнелужицком языке.
- Сохранение форм простых прошедших времён глагола в верхнелужицком литературном языке и в южных диалектах при их утрате в северных верхнелужицких — как и в нижнелужицких — диалектах (в литературный нижнелужицкий язык они были искусственно введены по аналогии с верхнелужицким).

### История письменности
До XIX века лужицкие книги печатались фрактурой в немецкой орфографии. С 1827 года Г. Зейлер стал использовать «чешско-славянское правописание», несколько отличавшееся от традиционного. Усилиями Я. А. Смолера было создано «аналогическое правописание» (то есть сконструированное по аналогии с другими славянскими орфографиями, в первую очередь чешской). Впервые в печати данную систему Я. А. Смолер применил в 1841 году в своей книге Mały Serb abo Serbske a Njemske Rozmołwjenja. Для этого правописания характерны:
- использование антиквы;
- применение надстрочных значков ˇ (чеш. háček) и ´ (чеш. čárka);
- обозначение мягкости согласных перед гласными (кроме i) при помощи буквы j, а перед согласными и на конце слова при помощи ´[133].

В 1843 году Я. А. Смолер внёс в свою систему изменения: заменил je на ě, dž на dź, kš, pš и ts на kř, př и tř соответственно, перестал обозначать мягкость при помощи j после палатальных или бывших палатальных. Правописание, похожее на правописание Я. А. Смолера, применял Я. Йордан в своей грамматике Grammatik der wendisch-sorbischen Sprache (1841).

## Лингвистическая характеристика

### Фонетика и фонология

#### Гласные
В верхнелужицком языке 7 гласных фонем:
Гласные средне-верхнего подъёма o и e, обозначаемые на письме как ó и ě, проявляют тенденцию к дифтонгизации. Гласный i, произносимый после мягких согласных, а также после l, ch, h, k, g, и гласный ɨ, произносимый после твёрдых согласных, являются вариантами одной фонемы i.
|  |  |

#### Согласные
Согласные верхнелужицкого языка (в скобки взяты позиционные и факультативные варианты фонем):
| Способ артикуляции ↓     | Губно-губные | Губно-зубные  | Альв.         | Постальв. | Палат. | Заднеяз.      | Увуляр.  | Глотт. |
| Взрывные                 | p b pʲ bʲ    |               | t d (tʲ) (dʲ) |           |        | k g (kʲ) (gʲ) |          |        |
| Придыхательные взрывные  |              |               |               |           |        | (kʰ) (kʲʰ)    |          |        |
| Носовые                  | m mʲ         |               | n nʲ          |           |        | (ŋ) (ŋʲ)      |          |        |
| Дрожащие                 |              |               | r rʲ          |           |        |               | (ʀ) (ʀʲ) |        |
| Аффрикаты                |              |               | t͡s t͡sʲ (d͡z)   | t͡ʃ d͡ʒ     |        |               |          |        |
| Фрикативные              |              | f (fʲ) v (vʲ) | s z zʲ        | ʃ ʒ       |        | x (xʲ)        |          | ɦ (ɦʲ) |
| Скользящие аппроксиманты | u̯ u̯ʲ         |               |               |           | j      |               |          |        |
| Боковые                  |              |               | l (lʲ)        |           |        |               |          |        |

Фонема f появилась в фонологической системе верхнелужицкого языка сравнительно недавно, она отмечается в заимствованиях и одном исконном слове — łhać ([fat͡ʃ]). Фонемный статус v спорен, она встречается только в заимствованиях и в двух исконных словах в будишинском диалекте — zełharny ([zevarnɨ]) «лживый» и zełharnosć ([zevarnost͡ʃ]) «лживость».

#### Просодия
Ударение в верхнелужицком экспираторное и ставится преимущественно на первый слог. В четырёхсложных и более длинных словах на предпоследний слог падает дополнительное ударение (ˈdźiwaˌdźelnik «актёр»). В сложных словах дополнительное ударение ставится на первый слог второго члена (ˈzapadoˌslowjanski «западнославянский»), в формах превосходной степени прилагательных основное ударение приходится на префикс naj-, а дополнительное ставится на первый слог корня (однако возможна и обратная постановка ударений). В сочетаниях предлог+существительное предлог перетягивает на себя ударение с односложных и двусложных существительных и местоимений (ˈke mni «ко мне», ˈdo města «в город»), однако, если на существительное падает логическое ударение, то на него же ставится и фонетическое. В верхелужицком существуют и энклитики, то есть слова, которые не могут нести ударения. В заимствованных словах ударение падает на тот же слог, что и в языке-источнике (literaˈtura «литература», šoˈfer «шофёр»).

### Морфология
В верхнелужицкой грамматике выделяются следующие части речи: имя существительное, имя прилагательное, имя числительное, местоимение, наречие, глагол, союз, предлог, частица и междометие.
Имена и местоимения в верхнелужицком языке характеризуются наличием грамматических категорий рода, числа, падежа, одушевлённости и личности. Как и в других славянских языках, в верхнелужицком различаются мужской, женский и средний род. Категория одушевлённости характерна для существительных мужского рода и согласуемых с ними слов в единственном числе. Категория личности выражается у существительных мужского рода и согласуемых с ними слов в двойственном и множественном числах. В категории числа сохранилось архаичное двойственное число, встречающееся в современных славянских языках также в нижнелужицком и словенском (при этом если в праславянском языке форма местного падежа двойственного числа совпадала с формой родительного, то в верхнелужицком стала совпадать с формой дательного-творительного). У имён и местоимений выделяется шесть падежей: именительный, родительный, дательный, винительный, творительный и местный, а также особая звательная форма (у существительных мужского рода, обозначающих лицо, кроме существительных на -a, и у существительного женского рода mać — «мать»).

#### Имя существительное
Единственное число.

В единственном числе различается склонение существительных (wěcownik, substantiw) мужского и среднего рода, с одной стороны, и женского рода — с другой.. Перед окончанием -e у существительных женского рода в дательном падеже и всех родов в местном происходит чередование твёрдого согласного основы с мягким, а также чередования d — dź, t — ć, ł — l, h — z, ch — š, k — c, g — z. Существительные мужского и среднего рода в местном падеже с мягким и отвердевшим согласным, а также в большинстве случаев на g, h, ch, k, ł и на некоторые другие согласные в местном падеже оканчиваются на -u, а не на -e. У существительных на h, ch, k перед редко встречающимся окончанием -e происходят чередования h — z, ch — š, k — c. Существительные женского рода с основой на z, c, s в дательном и местном падежах имеют окончание -y. Существительные женского рода с основой на k, g, ch, h в родительном падеже имеют окончание -i.
- Мужской род. Примеры склонения существительных мужского рода: nan («отец»), jěž («ёж»), dub («дуб») и ćerń («колючка»)[146]:

| Падеж        | Одушевлённые                | Одушевлённые               | Неодушевлённые              | Неодушевлённые             |
| Падеж        | Основа на твёрдый согласный | Основа на мягкий согласный | Основа на твёрдый согласный | Основа на мягкий согласный |
| ------------ | --------------------------- | -------------------------- | --------------------------- | -------------------------- |
| Именительный | nan                         | jěž                        | dub                         | ćerń                       |
| Родительный  | nana                        | jěža                       | duba                        | ćernja                     |
| Дательный    | nanej                       | jěžej                      | dubej                       | ćernjej                    |
| Винительный  | nana                        | jěža                       | dub                         | ćerń                       |
| Творительный | nanom                       | jěžom                      | dubom                       | ćernjom                    |
| Местный      | nanje                       | jěžu                       | dubje                       | ćernju                     |

Некоторые односложные неодушевлённые существительные в родительном падеже могут иметь наряду с окончанием -a также окончание -u: hroda/hrodu («крепости», «замка»), doma/domu («дома»), loda/lodu («льда»), mjeda/mjedu («мёда») и т. п. В дательном падеже у некоторых существительных окончание -u встречается наряду с -ej: ludu («народу»), měru («миру»), wozu («возу») и т. п., bóh («бог») оканчивается в дательном падеже только на -u. В винительном падеже окончания одушевлённых существительных совпадают с окончаниями родительного падежа, окончания неодушевлённых существительных — с окончаниями именительного падежа.
Особые парадигмы существительных на -a и личных имён на -o: predsyda («председатель»), predsydy, predsydźe, predsydu, predsydu, predsydźe; ćěsla («плотник»), ćěsle, ćěsli, ćěslu, ćěslu, ćěsli; Beno, Bena, Benej, Bena, Benom, Benje.
- Женский и средний род. Примеры склонения существительных среднего рода: słowo («слово»), morjo («море»), ranje («утро»), и женского рода: žona («женщина», «жена»), kólnja («сарай») и hródź («коровник»)[146]:

| Падеж        | Средний род                 | Средний род                | Женский род                 | Женский род                |
| Падеж        | Основа на твёрдый согласный | Основа на мягкий согласный | Основа на твёрдый согласный | Основа на мягкий согласный |
| ------------ | --------------------------- | -------------------------- | --------------------------- | -------------------------- |
| Именительный | słowo                       | morjo, ranje               | žona                        | kólnja, hródź              |
| Родительный  | słowa                       | morja                      | žony                        | kólnje, hródźe             |
| Дательный    | słowu                       | morju                      | žonje                       | kólni, hródźi              |
| Винительный  | słowo                       | morjo, ranje               | žonu                        | kólnju, hródź              |
| Творительный | słowom                      | morjom                     | žonu                        | kólnju, hródźu             |
| Местный      | słowje                      | morju                      | žonje                       | kólni, hródźi              |

В именительном и винительном падежах существительное knjeni («госпожа») оканчивается на -i, в остальных падежах склоняется как слово kólnja («сарай», «навес»). Существительные типа kuchnja («кухня»), bróžnja («рига», «сарай») имеют параллельные формы kucheń, bróžeń. Существительные типа spěwanje («пение»), drěnje («дёрганье»), ranje («утро») имеют окончание -e, в остальных падежах склоняются как слово morjo («море»). В родительном падеже формы существительных škla («миска», «блюдо») и woš («вошь»): šklě и wši. В дательном и местном падежах существительные stwa («комната») и hra («игра») имеют окончание -ě.
Двойственное число.

Окончания существительных мужского рода в именительном и винительном падежах двойственного числа отличаются от окончаний существительных женского и среднего рода. В зависимости от того, обозначают существительные мужского рода в винительном падеже лицо или нет, у них отмечаются разные окончания. У существительных, обозначающих парные предметы, вместо форм двойственного числа могут употребляться формы множественного числа: nohi вместо noze («ноги»), ruki вместо ruce («руки»). Перед окончанием -e в именительном и винительном падежах у существительных женского и среднего рода происходит чередование твёрдого согласного основы с мягким, а также чередования d — dź, t — ć, ł — l, h — z, ch — š, k — c, g — z. После мягких согласных в именительном и винительном падежах происходит чередование a — e. Существительные среднего и женского рода с основой на z, c, s в именительном и винительном падежах имеют окончание -y.
Примеры склонения существительных мужского рода: nanaj («два отца»), mužej («два мужа», «два человека»), psykaj («два пса») и ježej («два ежа»), женского рода: žonje («две жены», «две женщины») и среднего рода: mori («два моря»):
| Падеж        | Мужской род                 | Мужской род                | Мужской род                 | Мужской род                | Не мужской род              | Не мужской род             |
| Падеж        | Обозначающие лица           | Обозначающие лица          | Не обозначающие лица        | Не обозначающие лица       | Не мужской род              | Не мужской род             |
| Падеж        | Основа на твёрдый согласный | Основа на мягкий согласный | Основа на твёрдый согласный | Основа на мягкий согласный | Основа на твёрдый согласный | Основа на мягкий согласный |
| ------------ | --------------------------- | -------------------------- | --------------------------- | -------------------------- | --------------------------- | -------------------------- |
| Именительный | nanaj                       | mužej                      | psykaj                      | ježej                      | žonje                       | mori                       |
| Родительный  | nanow                       | mužow                      | psykow                      | ježow                      | žonow                       | morjow                     |
| Дательный    | nanomaj                     | mužomaj                    | psykomaj                    | ježomaj                    | žonomaj                     | morjomaj                   |
| Винительный  | nanow                       | mužow                      | psykaj                      | ježej                      | žonje                       | mori                       |
| Творительный | nanomaj                     | mužomaj                    | psykomaj                    | ježomaj                    | žonomaj                     | morjomaj                   |
| Местный      | nanomaj                     | mužomaj                    | psykomaj                    | ježomaj                    | žonomaj                     | morjomaj                   |

В именительном и винительном падежах существительные stwa и hra имеют окончание -ě. Формы именительного и винительного падежей существительных wucho («ухо») и woko («глаз»): wuši и woči.
Особые парадигмы существительных на -a: predsydaj («оба председателя»), predsydow, predsydomaj, predsydow, predsydomaj, predsydomaj; ćěslej («оба плотника»), ćěslow, ćěslomaj, ćěslow, ćěslomaj, ćěslomaj.
Множественное число.

В зависимости от окончаний, выступающих в именительном и винительном падежах множественного числа, все существительные подразделяются на три группы: существительные мужского рода, обозначающие лица (лично-мужские), остальные существительные мужского рода и существительные женского рода (нелично-мужские) и существительные среднего рода.
Примеры склонения лично-мужских существительных мужского рода: nanojo («отцы»), mužojo («мужья», «люди»), нелично-мужских мужского рода: duby («дубы»), и женского рода: kólnje («сараи», «навесы»), а также среднего рода: słowa («слова») и morja («моря»):
| Падеж        | Мужской и женский род         | Мужской и женский род         | Мужской и женский род           | Мужской и женский род           | Средний род                 | Средний род                |
| Падеж        | Лично-мужские существительные | Лично-мужские существительные | Нелично-мужские существительные | Нелично-мужские существительные | Средний род                 | Средний род                |
| Падеж        | Основа на твёрдый согласный   | Основа на мягкий согласный    | Основа на твёрдый согласный     | Основа на мягкий согласный      | Основа на твёрдый согласный | Основа на мягкий согласный |
| ------------ | ----------------------------- | ----------------------------- | ------------------------------- | ------------------------------- | --------------------------- | -------------------------- |
| Именительный | nanojo                        | mužojo                        | duby                            | kólnje                          | słowa                       | morja                      |
| Родительный  | nanow                         | mužow                         | dubow                           | kólnjow                         | słowow                      | morjow                     |
| Дательный    | nanam                         | mužam                         | dubam                           | kólnjam                         | słowam                      | morjam                     |
| Винительный  | nanow                         | mužow                         | duby                            | kólnje                          | słowa                       | morja                      |
| Творительный | nanami                        | mužemi                        | dubami                          | kólnjemi                        | słowami                     | morjemi                    |
| Местный      | nanach                        | mužach                        | dubach                          | kólnjach                        | słowach                     | morjach                    |

Нелично-мужские существительные мужского и женского рода в именительном и винительном падежах с основой на k, g, ch, h имеют окончание -i. В творительном падеже после мягких согласных происходит чередование a — e. В именительном падеже существительные, обозначающие мужское лицо, в основном оканчиваются на -ojo. Существительные с суффиксами -ar-, -er-, -el-, -ol-, -an- имеют окончание -jo (перед которым в суффиксе -an- происходит чередование a — e). Существительные на -c и -k оканчиваются на -y (с чередованием k — c перед этим окончанием). Некоторые существительные имеют окончания -i и -a, перед которыми происходит чередование твёрдого согласного основы с мягким, а также чередования t — ć, d — dź, ł — l, ch — š и другие: bratřa («братья»), kmótřa («крёстные»), susodźa («соседи»), husići/husića («гуситы»), studenći/studenća («студенты») и т. п. Формы существительных škla и woš в именительном и винительном падежах: šklě и wši. В родительном падеже существительные с мягкой основой или с основой на -ł имеют наряду с окончанием -ow также окончание -i (у существительных dźěći («детей») и ludźi («людей») только окончание -i), у существительных husy («гуси») и kury («куры») отмечается окончание -y наряду с -ow. Часть существительных не имеет окончаний в родительном падеже: pjenjez («денег»), Drježdźan («Дрездена») и другие. В дательном падеже у ряда существительных, обозначающих живые существа, наряду с окончанием -am встречается окончание -om: wołam/wołom («волам»), kruwam/kruwom («коровам»), husam/husom («гусям») и т. п., некоторые существительные имеют только окончание -om: dźěćom («детям»), ludźom («людям») и т. п. В творительном падеже наряду с окончанием -ami (-emi) встречается окончание -imi (-ymi): konjemi/konimi («конями»), kruwami/kruwymi («коровами») и т. п., некоторые существительные имеют только окончание -imi (-ymi): dźěćimi («детьми»), ludźimi («людьми») и т. п. В местном падеже наряду с окончанием -ach встречается окончание -och: konjach/konjoch («конях»), kruwach/kruwoch («коровах»), swinjach/swinjoch («свиньях») и т. п., некоторые существительные имеют только окончание -och: dźěćoch («детях»), ludźoch («людях») и т. п.
Особые парадигмы существительных на -a: predsydojo («председатели»), predsydow, predsydam, predsydow, predsydami, 'predsydach; ćěslojo («плотники»), ćěslow, ćěslam, ćěslow, ćěslemi, ćěslach.
Особенности склонения некоторых существительных.

К существительным, обозначающим молодые существа, в единственном и двойственном числе к основе добавляется суффикс -eć- (кроме форм именительного и винительного падежей), во множественном — суффикс -at-: ćelo («телёнок»), ćeleća (единственное число), ćeleći (двойственное число), ćelata (множественное число).

Для части существительных с основой на мягкий согласный характерно добавление к основе суффикса -en- (кроме форм именительного и винительного падежей): znamjo («знак»), znamjenja (единственное число), znamjeni (двойственное число), znamjenja (множественное число).

К основе существительного mać во всех формах, кроме форм именительного и винительного падежей, добавляется суффикс -er- (в винительном падеже возможны как mać, так и maćer).

К существительному dźěćo («ребёнок») в единственном и двойственном числе к основе добавляется суффикс -s- (кроме форм именительного и винительного падежей): dźěćo, dźěsća (единственное число), dźěsći (двойственное число). Парадигма множественного числа: dźěći, dźěći, dźěćom, dźěći, dźěćimi, dźěćoch.

#### Имя прилагательное
Прилагательные (adjektiwy, kajkostniki) делятся на три разряда:
- качественные (kajkostne, kwalitatiwne): stary «старый», młody «молодой», wuski «узкий», šěroki «широкий», wysoki «высокий», niski «низкий», němy «немой», slepy «слепой», žiwy «живой», mortwy «мёртвый»;
- относительные (poćahowe, relaciske), выражающие качество предмета через другой предмет: hórski «горный», dobroćiwy «доброжелательный», wěriwy «верующий», «доверчивый»;
- притяжательные (přiswojace, posesiwne), выражающие принадлежность: nanowy «отцов», «отцовский», maćerny «материн», «материнский».

У прилагательных различают два типа склонения — мягкий (к нему относятся прилагательные, основа которых заканчивается на č, š, ž или мягкие n и w) и твёрдый (к нему относятся все остальные). Ряд прилагательных не склоняется: ryzy («рыжий»), bosy («босой»), nabruń («коричневатый»), načorń («черноватый»), nazeleń («зеленоватый»), sćicha («тихий», «спокойный»), zhorda («гордый»), zwulka («надменный», «высокомерный») и другие.
Склонение прилагательных твёрдого типа на примере mały «маленький»:
| Падеж        | Единственное число | Единственное число | Единственное число | Двойственное число | Множественное число |
| Падеж        | Мужской род        | Средний род        | Женский род        | Двойственное число | Множественное число |
| ------------ | ------------------ | ------------------ | ------------------ | ------------------ | ------------------- |
| Именительный | mały               | małe               | mała               | małej, małaj       | małe, mali          |
| Родительный  | małeho             | małeho             | małeje             | małeju             | małych              |
| Дательный    | małemu             | małemu             | małej              | małymaj            | małym               |
| Винительный  | mały, małeho       | małe               | mału               | małej, małeju      | małe, małych        |
| Творительный | małym              | małym              | małej              | małymaj            | małymi              |
| Местный      | małym              | małym              | małej              | małymaj            | małych              |

Склонение прилагательных мягкого типа на примере tuni «дешёвый»:
| Падеж        | Единственное число | Единственное число | Единственное число | Двойственное число | Множественное число |
| Падеж        | Мужской род        | Средний род        | Женский род        | Двойственное число | Множественное число |
| ------------ | ------------------ | ------------------ | ------------------ | ------------------ | ------------------- |
| Именительный | tuni               | tunje              | tunja              | tunjej             | tunje, tuni         |
| Родительный  | tunjeho            | tunjeho            | tunjeje            | tunjeju            | tunich              |
| Дательный    | tunjemu            | tunjemu            | tunjej             | tunimaj            | tunim               |
| Винительный  | tuni, tunjeho      | tunje              | tunju              | tunjej, tunjeju    | tunje, tunich       |
| Творительный | tunim              | tunim              | tunjej             | tunimaj            | tunimi              |
| Местный      | tunim              | tunim              | tunjej             | tunimaj            | tunich              |

В мужском роде форма винительного падежа единственного числа совпадает с формой родительного в случае, если прилагательное согласуется с одушевлённым существительным. В двойственном и множественном числе форма винительного падежа совпадает с формой родительного в случае, если прилагательное согласуется с существительным, обозначающим мужское лицо. В лично-мужских формах именительного падежа множественного числа происходят чередования согласных ch — š, t — ć, d — dź, l — ł перед окончанием -i, при аналогичных чередованиях k — c, h — z само это окончание заменяется на -y: wulki («большой») — wulcy («большие»), nahi («голый») — nazy («голые») и т. п. В верхнелужицком языке отсутствуют краткие формы прилагательных.
Формы сравнительной (komparatiw) и превосходной (superlatiw) степеней образуются только от относительно-качественных прилагательных. Форма сравнительной степени образуется при помощи суффиксов -ši и -iši/-yši (-yši выступает после согласных c, z, s). Некоторые формы сравнительной степени образуются супплетивно: wulki «большой» — wjetši, mały «маленький» — mjeńši, dobry «хороший» — lěpši, zły «плохой» — hórši, dołhi «длинный» — dlěši. Форма превосходной степени образуется добавлением к форме сравнительной степени префикса naj-. Помимо синтетического способа образования степеней сравнения существует и аналитический, при котором форма сравнительной степени образуется путём прибавления к положительной наречия bóle, а превосходной — najbóle.

#### Числительное
Верхнелужицкие числительные (ličbniki, numerale) делят на следующие разряды:
- количественные (kardinalne, zakładne);
- порядковые (ordinalne, rjadowe);
- собирательные (kolektiwne) — выступают при существительных pluralia tantum: jedne, dwoje, troje, štwore, pjećore, šesćore;
- видовые (diferinciske) — указывают на качественную дифференцированность: jenaki, dwojaki, trojaki, štworaki, pjećoraki;
- мультипликативные (multiplikatiwne): dwójny «двойной», trójny «тройной»;
- обстоятельственные (numerale wobstejenja): jónu «однажды», dwójce «дважды», trójce «трижды».

Числительные от одного до двадцати одного:
|                       | Количественные                              | Количественные | Порядковые    | Собирательные |
| Нелично-мужские формы | Лично-мужские формы                         |                | Порядковые    | Собирательные |
| --------------------- | ------------------------------------------- | -------------- | ------------- | ------------- |
| 1                     | jedyn (м. р.), jedna (ж. р.), jedne (с. р.) |                | prěni         |               |
| 2                     | dwaj (м. р.), dwě (ж. р., с. р.)            |                | druhi         | dwoje         |
| 3                     | tři                                         | třo            | třeći         | troje         |
| 4                     | štyri                                       | štyrjo         | štwórty       | štwore        |
| 5                     | pjeć                                        | pjećo          | pjaty         | pjećore       |
| 6                     | šěsć                                        | šěsćo          | šěsty         | šěsćory       |
| 7                     | sydom                                       | sydmjo         | sydmy         | sydmore       |
| 8                     | wosom                                       | wosmjo         | wosmy         | wosmory       |
| 9                     | dźewjeć                                     | dźewjećo       | dźewjaty      | dźewjećore    |
| 10                    | dźesać                                      | dźesaćo        | dźesaty       | dźesaćore     |
| 11                    | jědnaće                                     | jědnaćo        | jědnaty       | jědnaćore     |
| 12                    | dwanaće                                     | dwanaćo        | dwanaty       | dwanaćore     |
| 13                    | třinaće                                     | třinaćo        | třinaty       |               |
| 14                    | štyrnaće                                    | štyrnaćo       | štyrnaty      |               |
| 15                    | pjatnaće                                    | pjatnaćo       | pjatnaty      |               |
| 16                    | šěsnaće                                     | šěsnaćo        | šěsnaty       |               |
| 17                    | sydomnaće                                   | sydomnaćo      | sydomnaty     |               |
| 18                    | wosomnaće                                   | wosomnaćo      | wosomnaty     |               |
| 19                    | dźewjatnaće                                 | dźewjatnaćo    | dźewjatnaty   |               |
| 20                    | dwaceći                                     | dwacećo        | dwacety       | dwacećore     |
| 21                    | jedynadwaceći                               | jedynadwacećo  | jedynadwacety |               |

Числительные от тридцати до миллиарда:
|                       | Количественные      | Количественные | Порядковые     | Собирательные |
| Нелично-мужские формы | Лично-мужские формы |                | Порядковые     | Собирательные |
| --------------------- | ------------------- | -------------- | -------------- | ------------- |
| 30                    | třiceći             | třicećo        | třicety        |               |
| 40                    | štyrceći            | štyrcećo       | štyrcety       |               |
| 50                    | pjećdźesat          | pjećdźesaćo    | pjećdźesaty    |               |
| 60                    | šěsćdźesat          | šěsćdźesaćo    | šěsćdźesaty    |               |
| 70                    | sydomdźesat         | sydomdźesaćo   | sydomdźesaty   |               |
| 80                    | wosomdźesat         | wosomdźesaćo   | wosomdźesaty   |               |
| 90                    | dźewjećdźesat       | dźewjećdźesaćo | dźewjećdźesaty |               |
| 100                   | sto                 |                | stoty          | stotory       |
| 101                   | sto a jedyn         |                | sto a prěni    |               |
| 200                   | dwě sćě             |                | dwustoty       |               |
| 300                   | tři sta             |                | třistoty       |               |
| 400                   | štyri sta           |                | štyristoty     |               |
| 500                   | pjeć stow           |                | pjećstoty      |               |
| 600                   | šěsć stow           |                | šěsćstoty      |               |
| 700                   | sydom stow          |                | sydomstoty     |               |
| 800                   | wosom stow          |                | wosomstoty     |               |
| 900                   | dźewjeć stow        |                | dźewjećstoty   |               |
| 1000                  | tysac               |                | tysacty        | tysacore      |
| 1 000 000             | milion              |                | milionty       |               |
| 2 000 000             | dwaj milionaj       |                | dwumilionty    |               |
| 1 000 000 000         | miliarda            |                | miliardny      |               |

Склонение числительного «один»:
| Падеж        | Падеж        | Единственное число | Единственное число | Единственное число | Множественное число | Множественное число   |
| Падеж        | Падеж        | Мужской род        | Средний род        | Женский род        | Лично-мужские формы | Нелично-мужские формы |
| ------------ | ------------ | ------------------ | ------------------ | ------------------ | ------------------- | --------------------- |
| Именительный | Именительный | jedyn              | jedne              | jedna              | jedni               | jedne                 |
| Родительный  | Родительный  | jednoho            | jednoho            | jedneje            | jednych             | jednych               |
| Дательный    | Дательный    | jednomu            | jednomu            | jednej             | jednym              | jednym                |
| Винительный  | неодуш.      | jedyn              | jedne              | jednu              | jednych             | jedne                 |
| Винительный  | одуш.        | jednoho            | jedne              | jednu              | jednych             | jedne                 |
| Творительный | Творительный | jednym             | jednym             | jednej             | jednymi             | jednymi               |
| Местный      | Местный      | jednym             | jednym             | jednej             | jednych             | jednych               |

Под влиянием немецкого языка в разговорном верхнелужицком числительное jedyn часто используется в функции неопределённого артикля.
Склонение числительных «два», «три», «четыре», «пять»:
| Падеж        | Два                 | Два                   | Два                    | Три                 | Три                   | Четыре              | Четыре                | Пять                | Пять                  |
| Падеж        | Лично-мужские формы | Нелично-мужские формы | Средний и женский роды | Лично-мужские формы | Нелично-мужские формы | Лично-мужские формы | Нелично-мужские формы | Лично-мужские формы | Нелично-мужские формы |
| ------------ | ------------------- | --------------------- | ---------------------- | ------------------- | --------------------- | ------------------- | --------------------- | ------------------- | --------------------- |
| Именительный | dwajo               | dwaj                  | dwě                    | třo                 | tři                   | štyrjo              | štyri                 | pjećo               | pjeć                  |
| Родительный  | dwejoch             | dweju                 | dweju                  | třoch               | třoch                 | štyrjoch            | štyrjoch              | pjećoch             | pjećoch               |
| Дательный    | dwejom              | dwěmaj                | dwěmaj                 | třom                | třom                  | štyrjom             | štyrjom               | pjećom              | pjećom                |
| Винительный  | dweju (dwejoch)     | dweju                 | dwě                    | třoch               | tři                   | štyrjoch            | štyri                 | pjećoch             | pjeć                  |
| Творительный | dwejomi             | dwěmaj                | dwěmaj                 | třomi               | třomi                 | štyrjomi            | štyrjomi              | pjećomi             | pjećomi               |
| Местный      | dwejoch             | dwěmaj                | dwěmaj                 | třoch               | třoch                 | štyrjoch            | štyrjoch              | pjećoch             | pjećoch               |

Лично-мужские формы числительного «два», кроме формы винительного падежа dweju, носят разговорный характер. Числительные 6—99 склоняются как «пять». «Тысяча», «миллион» и «миллиард» склоняются как существительные. Числительные начиная с «пяти» склоняются только при самостоятельном употреблении, если они употребляются в словосочетании, то не склоняются.

#### Местоимение
Местоимения (naměstniki, pronomeny) верхнелужицкого языка делятся на следующие разряды:
- личные (wosobowe, personalne)
  - основные (zakładne): ja, mój, my, ty, wój, wy, wón, wona, wono;
  - притяжательные (přiswojowace, posesiwne): mój, naju, naš, twój, waju, waš, jeho, jeje;
- указательные (pokazowace, demonstratiwne): tón, tutón, wony, tamny, tamón;
- возвратные (wróćace, refleksiwne)
  - основное: sebje/so;
  - притяжательное: swój;
- вопросительные (prašace, interrogatiwne): štó, što, čeji, kotry, kajki, hdy, kak, hdźe, kelko;
- относительные (poćahowe, relatiwne): kiž, kotryž, čejiž;
- отрицательные (zaprěwace, negatiwne). Образуются при помощи префикса ni- от вопросительных: nichtó «никто», ničo «ничто», ničeji «ничей», nikajki «никакой», nihdy «никогда», nihdźe «нигде»[164];
- неопределённые (bjezmězne, indefinitne). Образуются при помощи префикса ně- от вопросительных: něchtó «кто-то», něšto «что-то», něčeji «чей-то», někajki «какой-то», něhdy «когда-то», něhdźe «где-то»[164][165];
- обобщительные (spowšitkowujiwace): wšón, wšitkón, kóždy;
- выделительные (limitatiwne): sam, samy, samón;
- определительные (hódnoćace): samsny, jenaki.

Склонение личных местоимений первого и второго лиц:
| Падеж        | Первое лицо | Первое лицо | Первое лицо | Второе лицо | Второе лицо | Второе лицо |
| Падеж        | Я           | Мы          | Мы вдвоём   | Ты          | Вы          | Вы вдвоём   |
| ------------ | ----------- | ----------- | ----------- | ----------- | ----------- | ----------- |
| Именительный | ja          | my          | mój         | ty          | wy          | wój         |
| Родительный  | mje, mnje   | nas         | naju        | tebje, će   | was         | waju        |
| Дательный    | mi, mni     | nam         | namaj       | tebi, ći    | wam         | wamaj       |
| Винительный  | mje, mnje   | nas         | naju        | tebje, će   | was         | waju        |
| Творительный | mnu         | nami        | namaj       | tobu        | wami        | wamaj       |
| Местный      | mni         | nas         | namaj       | tebi        | was         | wamaj       |

Склонение личных местоимений третьего лица:
| Падеж        | Единственное число | Единственное число | Единственное число | Единственное число | Двойственное число  | Двойственное число    | Множественное число | Множественное число   |
| Падеж        |                    | Мужской род        | Средний род        | Женский род        | Лично-мужские формы | Нелично-мужские формы | Лично-мужские формы | Нелично-мужские формы |
| ------------ | ------------------ | ------------------ | ------------------ | ------------------ | ------------------- | --------------------- | ------------------- | --------------------- |
| Именительный | Именительный       | wón                | wono, wone         | wona               | wonaj               | wonej                 | woni                | wone                  |
| Родительный  | Родительный        | jeho, njeho        | jeho, njeho        | jeje, njeje        | jeju, njeju         | jeju, njeju           | jich, nich          | jich, nich            |
| Дательный    | Дательный          | jemu, njemu        | jemu, njemu        | jej, njej          | jimaj, nimaj        | jimaj, nimaj          | jim, nim            | jim, nim              |
| Винительный  | неодуш.            | jón, njón          | je, jo, nje, njo   | ju, nju            | jeju, njeju         | jej, njej             | jich, nich          | je, nje               |
|              | одуш.              | jeho, njeho        | je, jo, nje, njo   | ju, nju            | jeju, njeju         | jej, njej             | jich, nich          | je, nje               |
| Творительный | Творительный       | nim                | nim                | njej               | nimaj               | nimaj                 | nimi                | nimi                  |
| Местный      | Местный            | nim                | nim                | njej               | nimaj               | nimaj                 | nich                | nich                  |

После предлогов употребляются формы местоимений третьего лица, начинающиеся на n-: bjez njeho «без него».

#### Наречие
Наречия (adwerby, přisłowjesniki) в верхнелужицком языке делят на определительные (determinatiwne) и обстоятельственные (adwerby wobstejenja). Первые, в свою очередь, делятся на качественные (kwalitatiwne), которые определяют действие или состояние с точки зрения качества (krasnje, derje, ćicho), и количественные (kwantitatiwne).
Наречия образуются от прилагательных с помощью суффиксов -e, -o и -i. Наиболее продуктивным из них является суффикс -e: słabje («слабо»), hrubje («грубо»), wědomje («сознательно»), měrliwje («мирно»), nahle («неожиданно», «резко»), mile («мило», «нежно»), twjerdźe («твёрдо», «жёстко»), rjenje («красиво», «хорошо»), čisće («чисто», «светло») и т. п. Суффикс -o преобладает в позиции после задненёбных согласных: ćicho («тихо»), sucho («сухо»), rědko («жидко», «редко»), droho («дорого»), lochko («легко»), šěroko («широко») и т. п., реже после задненёбных встречается суффикс -e: hłuboce (наряду с hłuboko) («глубоко»), wusce (наряду с wusko) («узко», «тесно»), słódce (наряду с słódko) («сладко») и т. п. В отличие от форм на -e формы на -o могут иметь предикативную функцию.
Определительные наречия могут образовывать степени сравнения — сравнительную (komparatiw) и превосходную (superlatiw). Сравнительная степень образуется, как правило, путём прибавления к основе суффикса -(i)šo/-(y)šo: słabje — słabšo, sylnje — sylnišo. От наречий, оканчивающихся на -ko и -sko, формы сравнительной степени образуются при помощи суффиксов -e и -šo: blisko — bliže/blišo, hłuboko — hłubje/hłubšo. Формы на -e имеют архаический оттенок. От ряда наречий сравнительная степень образуется супплетивно: derje — lěpje, zlě — hórje, dołho — dlěje, mało — mjenje, wjele/mnoho — wjace. Превосходная степень образуется путём присоединения к форме сравнительной степени префикса naj-: słabšo — najsłabšo, sylnišo — najsylnišo.

#### Глагол
Верхнелужицкий язык характеризуется такими категориями глагола (werb, słowjeso), как время (tempus, čas), наклонение, вид (aspekt, wid), залог, лицо (wosoba), число и род. В рамках категории времени помимо форм настоящего и будущего существуют формы нескольких прошедших времён: перфекта, синтетического претерита, плюсквамперфекта и итеративного претерита. Претерит является историческим прошедшим временем, используемым в повествовании. Плюсквамперфект обозначает действие, произошедшее перед каким-то моментом в прошлом. Итеративный претерит обозначает повторяемость действий в прошлом. В верхнелужицком существует своеобразно реализующийся вид (совершенный или несовершенный), а также, как и во многих славянских языках, действительный и страдательный залоги, три наклонения (изъявительное, повелительное и сослагательное), формы 1-го, 2-го и 3-го лица единственного, двойственного или множественного числа; грамматический род реализуется лишь в некоторых глагольных формах.
В зависимости от гласного основы в форме настоящего времени (-e-, -i- и -a-) глаголы в верхнелужицком языке разделяют на три класса спряжения. Глагольные формы образуются от основ инфинитива или настоящего времени, исключение составляет небольшое число форм претерита и именных форм с особыми основами. При личных глагольных формах соответствующие личные местоимения обычно опускаются (они употребляются только при подчёркнутом указании на лицо и число). При обращении на «вы» к одному лицу личная форма глагола в составе аналитических форм употребляется во множественном числе, а именные компоненты — в единственном.
Настоящее время

Формы настоящего времени (презенса) в верхнелужицком языке образуются синтетически. У глаголов совершенного вида они могут выражать действие, совершаемое постоянно или в настоящий момент времени, иногда постоянно повторяющееся и всякий раз законченное действие и действие в будущем, если это значение добавочно выражено лексическими средствами, или в прошлом (также у глаголов несовершенного вида — так называемое «историческое настоящее»).

Примеры спряжения глаголов njesć («нести») — e-спряжение, warić («варить», «кипятить») — i-спряжение, dźěłać («работать») — a-спряжение:
| Лицо | Единственное число | Единственное число | Единственное число | Двойственное число | Двойственное число | Двойственное число | Множественное число | Множественное число | Множественное число |
| Лицо | -e-                | -i-                | -a-                | -e-                | -i-                | -a-                | -e-                 | -i-                 | -a-                 |
| ---- | ------------------ | ------------------ | ------------------ | ------------------ | ------------------ | ------------------ | ------------------- | ------------------- | ------------------- |
| 1-е  | njesu              | warju              | dźěłam             | njesemoj           | warimoj            | dźěłamoj           | njesemy             | warimy              | dźěłamy             |
| 2-е  | njeseš             | wariš              | dźěłaš             | njesetaj/-tej      | waritaj/-tej       | dźěłataj/-tej      | njeseće             | wariće              | dźěłaće             |
| 3-е  | njese              | wari               | dźěła              | njesetaj/-tej      | waritaj/-tej       | dźěłataj/-tej      | njesu/njeseja       | warja               | dźěłaja             |

Кроме глаголов трёх классов спряжения существуют также особо спрягаемые так называемые неправильные глаголы, такие как być («быть») — ja sym; ty sy; wón, wone (wono), wona je; mój smój; wój staj/stej; wonaj/wonej staj/stej; my smy; wy sće; woni/wone su; měć («иметь»), chcyć («хотеть»), dać («дать»), hić («идти»), jěć («ехать»), jěsć («есть»), směć («сметь»), spać («спать»), wědźeć («знать»).
Будущее время

Исключая синтетически образуемые формы будущего времени глаголов być — budu, budźeš…, měć («иметь») — změju, změješ…, глаголов направленного движения (hić («идти») — póńdu, póńdźeš…, njesć («нести») — ponjesu, ponjeseš…, lězć («лезть»), wjezć («везти»), běžeć («бежать»), ćahnyć («тянуть»)) и т. д., все формы глаголов будущего времени образуются аналитически сочетанием личных форм вспомогательного глагола być в будущем времени (budu, budźeš, budźe и т. д.) и инфинитива смыслового глагола. В литературном языке аналитические формы образуются только от глаголов несовершенного вида — budu warić («буду варить»), в разговорном языке возможно образование аналитических форм и от глаголов совершенного вида — budu zwarić.

Примеры спряжения глагола pić («пить») в будущем времени:
| Лицо | Единственное число | Двойственное число    | Множественное число |
| ---- | ------------------ | --------------------- | ------------------- |
| 1-е  | budu pić           | budźemoj pić          | budźemy pić         |
| 2-е  | budźeš pić         | budźetaj/budźetej pić | budźeće pić         |
| 3-е  | budźe pić          | budźetaj/budźetej pić | budu/budź(ej)a pić  |

Перфект

Формы перфекта образуются при помощи личных форм глагола być в настоящем времени и причастия на -l- смыслового глагола. Перфект обозначает действие в прошлом, ещё не утратившее связи с настоящим. Перфект обязательно употребляется в случаях, когда время совершения действия происходит до описываемой ситуации, в остальных случаях перфект употребляется наряду с синтетическим претеритом. Также перфект может выражать действие, которое завершится к некоторому моменту в будущем.

Примеры спряжения перфектных форм глагола dźěłać («работать»):
| Лицо | Единственное число | Двойственное число | Множественное число |
| ---- | ------------------ | ------------------ | ------------------- |
| 1-е  | sym dźěłał/-ła/-ło | smój dźěłałoj      | smy dźěłali/-łe     |
| 2-е  | sy dźěłał/-ła/-ło  | staj/stej dźěłałoj | sće dźěłali/-łe     |
| 3-е  | je dźěłał/-ła/-ło  | staj/stej dźěłałoj | su dźěłali/-łe      |

Ряд причастий имеет в основе -d-, -t-, -s-, -st-, -k- и -h-: jědł от jěsć («есть»), mjetł от mjesć («подметать»), pasł от pasć («пасти»), rostł от rosć («расти»), pjekł от pjec («печь»), móhł от móc («мочь») и т. п. От глагола hić («идти») причастия образуются от особой основы: šoł, šła, šłoj, šli, šłe.
Синтетический претерит

Формы синтетического претерита выражают совершение действия в прошлом, связь которого с настоящим не ощущается. Во 2-м и 3-м лице единственного числа глаголы совершенного вида принимают окончания старого аориста, глаголы несовершенного вида принимают окончания имперфекта. Эти формы могут образовываться от разных основ — от инфинитива, от основы настоящего времени и от особой основы с формантом -(j)a. В разговорном языке вместо них часто используются перфектные формы.

Примеры спряжения форм глаголов wuknyć («изучать») и nawuknyć («изучить») в синтетическом претерите:
| Лицо | Единственное число  | Двойственное число                  | Множественное число     |
| ---- | ------------------- | ----------------------------------- | ----------------------- |
| 1-е  | wuknjech, nawuknych | wuknjechmoj, nawuknychmoj           | wuknjechmy, nawuknychmy |
| 2-е  | wuknješe, nawukny   | wuknještaj/-štej, nawuknyštaj/-štej | wuknješe, nawuknyše     |
| 3-е  | wuknješe, nawukny   | wuknještaj/-štej, nawuknyštaj/-štej | wuknjechu, nawuknychu   |

Плюсквамперфект

Плюсквамперфект (давнопрошедшее время) образуется аналитически при помощи глагола być в форме претерита и причастия на -l- смыслового глагола, обозначая совершённое действие, предшествовавшее какой-либо ситуации в прошлом. 

Примеры спряжения плюсквамперфектных форм глагола dźěłać («работать»):
| Лицо | Единственное число    | Двойственное число   | Множественное число |
| ---- | --------------------- | -------------------- | ------------------- |
| 1-е  | běch dźěłał/-ła/-ło   | běchmoj dźěłałoj     | běchmy dźěłali/-łe  |
| 2-е  | bě(še) dźěłał/-ła/-ło | běštaj/štej dźěłałoj | běšće dźěłali/-łe   |
| 3-е  | bě(še) dźěłał/-ła/-ło | běštaj/štej dźěłałoj | běchu dźěłali/-łe   |

Итеративный претерит

Формы итеративного претерита, обозначающие повторяемость событий в прошлом, совпадают с формами сослагательного наклонения.
Сослагательное наклонение

Формы глагола в сослагательном наклонении образуются при помощи форм аориста вспомогательного глагола być и причастия на -l- смыслового глагола. В разговорном верхнелужицком языке глагол być в сослагательном наклонении утрачивает личные окончания, его форма by одинакова для всех лиц. Модальные глаголы могут образовывать формы сослагательного наклонения и без личных форм глагола być.. 

Примеры спряжения форм глагола dźěłać («работать») в сослагательном наклонении:
| Лицо | Единственное число  | Двойственное число   | Множественное число |
| ---- | ------------------- | -------------------- | ------------------- |
| 1-е  | bych dźěłał/-ła/-ło | bychmoj dźěłałoj     | bychmy dźěłali/-łe  |
| 2-е  | by dźěłał/-ła/-ło   | byštaj/štej dźěłałoj | byšće dźěłali/-łe   |
| 3-е  | by dźěłał/-ła/-ło   | byštaj/štej dźěłałoj | bychu dźěłali/-łe   |

Ранее употреблялись также формы сослагательного наклонения прошедшего времени, образовывавшиеся при помощи глагола być в имперфекте от основы bud-: budźech, budźeše, budźechmoj, budźeštaj, budźeštej, budźechmy, budźešće, budźechu.
Повелительное наклонение

Формы глагола в повелительном наклонении (императиве) образуются от основы настоящего времени. 

Примеры спряжения глагола wzać («взять») в повелительном наклонении: wozmi («возьми») с окончанием -i после групп согласных, также возможно нулевое окончание — kupuj («купи») (2-е лицо единственного числа); wozmimoj, wozmitaj/-tej (1-е и 2-е лицо двойственного числа, во 2-м лице различаются лично-мужские формы — в основном с окончанием -taj — и все прочие — с окончанием -tej); wozmimy, wozmiće (1-е и 2-е лицо множественного числа). 

При образовании форм глаголов повелительного наклонения происходят изменения согласных основы: -d-, -t-, -k- переходят в -dź-, -ć-, -č-; -n- переходит в -ń-; -s- и -z- переходят в -š- и -ž-. У некоторых глаголов формы повелительного наклонения образуются нерегулярно: jěs («ешь»), daj («дай») и другие. Формы изъявительного наклонения с частицей njech заменяют несуществующие формы повелительного наклонения 1-го лица единственного числа и 3-го лица всех чисел.
Страдательный залог

Формы страдательного залога включают прямой и косвенный пассив. Формы прямого пассива существуют только в прошедшем времени; они образуются аналитически при помощи аористных форм глагола być от особой основы bu (с окончаниями, как и при образовании сослагательного наклонения) и причастия на -n-/-t-. 

Примеры спряжения глагола přeprosyć («пригласить») в сослагательном наклонении:
| Лицо | Единственное число    | Двойственное число          | Множественное число   |
| ---- | --------------------- | --------------------------- | --------------------- |
| 1-е  | buch přeprošeny/-a/-e | buchmoj přeprošenaj         | buchmy přeprošene/-ni |
| 2-е  | bu přeprošeny/-a/-e   | buštaj/štej přeprošenaj/-ej | bušće přeprošene/-ni  |
| 3-е  | bu přeprošeny/-a/-e   | buštaj/štej přeprošenaj/-ej | buchu přeprošene/-ni  |

С формами прямого пассива конкурируют, с одной стороны, конструкции тех же причастий на -n-/-t- с формами глагола być в любом времени (в том числе в прошедшем — с формами от основы bě-: běch přeprošeny («я был приглашён»), но и sym přeprošeny («я приглашён»), budu přeprošeny («я буду приглашён»)), имеющие значение состояния, а с другой — формы действительного залога (актива) с возвратной частицей so, например: z uniwersity Lwow na Ukrainje přeprosy so delegacija na ekskursiju do Łužicy («из Львовского университета на Украине была приглашена делегация на экскурсию в Лужицу»). Пассивное или активное значение таких форм определяется по контексту. 

Формы косвенного пассива образуются при помощи личных форм глагола dóstać («получить»), dóstawać («получать») и причастия смыслового глагола на -n-/-t-. 

В разговорном языке страдательный залог выражается конструкциями с заимствованным из немецкого языка глаголом wordować («становиться»).
Виды глагола

Наряду с глаголами несовершенного и совершенного вида, вступающими в видовые пары, в верхнелужицком языке существуют глаголы, не имеющие видовой пары (одновидовые), и глаголы с выражаемым одной лексемой значением несовершенного и совершенного вида (двувидовые). Видовые пары в основном образуются приставочным и суффиксальным способами. 

Из бесприставочных глаголов большинство относится к глаголам несовершенного вида: dźěłać («работать»), warić («варить», «кипятить»), słyšeć («слышать») и т. д., к глаголам совершенного вида относится лишь небольшая их часть. От бесприставочных глаголов несовершенного вида образуются глаголы совершенного вида главным образом путём префиксации: rězać («резать») — zarězać («зарезать», «заколоть»), stajeć («ставить») — zestajeć («составить», «сложить») и т. д. С помощью суффиксов -owa-/-uj, -wa- или -a- (-ě-) от приставочных глаголов совершенного вида образуются парные глаголы несовершенного вида: zapisać («записать», «вписать») — zapisować («записывать», «вписывать»), wubrać («выбрать», «избрать») — wuběrać («выбирать») и т. д. Возможна также вторичная префиксация: zabić («забить») — dozabić («дозабить»).
В разговорном верхнелужицком под немецким влиянием формы настоящего времени глаголов совершенного вида могут употребляться в значении актуального настоящего, что недопустимо в литературном языке.
Причастие и деепричастие

В верхнелужицком языке представлены следующие причастные формы:
- Активное причастие настоящего времени. Образуется от краткой основы настоящего времени с помощью суффикса -ac(y) или от основы инфинитива с помощью суффикса -c(y) (реже -uc(y)): pisacy («пишущий»), słyšacy («слышащий») и т. п.
- Деепричастие настоящего времени. Образуется от краткой или расширенной основы настоящего времени глаголов несовершенного вида с помощью суффикса -o, изредка -(i)cy, -ucy: njeso («ведя»), kopajo/kopajcy («копая») и т. п.
- Пассивное причастие. Образуется от основы инфинитива или полной основы настоящего времени с помощью суффиксов -n(y) или -t(y): wuknjeny («изучаемый»), nawuknjeny («изученный»), wupity («выпитый») и т. п.
- Деепричастие прошедшего времени. Образуется от основы инфинитива глаголов совершенного вида с помощью окончания -wši или от основы настоящего времени с помощью окончания -ši: rozkopawši («раскопав»), zdźěławši («разработав»), zamjetši («подметя») и т. п.

В разговорном верхнелужицком и в диалектах деепричастия настоящего времени употребляются очень редко или совсем отсутствуют, деепричастия прошедшего времени не употребляются совсем.
Инфинитив

Инфинитив в верхнелужицком языке образуется с помощью суффикса -ć, исключение составляют глаголы с основой на -k, -h: pjec («печь»), rjec («сказать»), móc («мочь»). Как и в большинстве других славянских языков, супин (сохранившийся в нижнелужицком) в верхнелужицком был вытеснен инфинитивом.
Отглагольное существительное

Образование отглагольных существительных осуществляется с помощью суффикса -(j)e от основы причастия на -n-/-t-: wuknjenje («учение»), słyšenje («слышание»).

#### Предлоги
Предлоги (prepozicije, předłóžki) в верхнелужицком языке делятся на первичные и вторичные:
- Первичные предлоги (prěnjotne, primarne), выступающие исключительно в качестве предлогов: bjez («без»), dla («из-за», «ради»), do («в», «до», «за», «к», «прежде» и т. д.), k («к», «для»), mjez («между», «среди»), na («на», «о», «для», «в», «к» и т. д.), nad («над», «выше», «сверх»), po («по», «за», «после»), pod («под», «возле», «при», «ниже»), podłu («вдоль»), pola («возле»), porno («друг возле друга», «рядом», «по сравнению»), pře («против», «из-за»), před («перед», «до», «от»), při («при»), spod («из-под»), w («в», «во»), wo («о», «об», «обо»), wob («через», «в течение»), wot («от»), z («с», «из», «в», «от», «на» и т. д.), za («за», «вместо», «для», «к», «в» и т. д.), zeza («из-за»);
- Вторичные предлоги (druhotne, sekundarne), возникшие из полнозначных слов и ещё не утратившие связи с этими словами: blisko («вблизи», «рядом»), dale («за»), nimo («кроме», «мимо»), niže («ниже»), njedaloko («вблизи от», «недалеко»), spody («под»), srjedź («среди», «посредине»), wyše («выше», «над», «сверх»), zady («за»), zboka («в стороне», «сбоку»), zespody («снизу», «из-под»)[200].

Первичные предлоги, заканчивающиеся на согласный (w, z, k, bjez, přez, wot, nad, pod, mjez, před), могут вокализироваться — наращивать в конце гласный -e (а предлог mjez — гласный -y), если следующее за ними слово начинается на группу согласных (ze wšeho («со всего»), wote dnja («со дня»)) или согласный того же места образования, что и конечный согласный предлога (we wodźe («в воде»), ke choremu («к больному»)).

#### Союзы
Союзы (wjazawki, konkunkcije) по функции делят на сочинительные (přirjadowace, koordinowace), связывающие равноправные слова, словосочетания или предложения, и подчинительные (podrjadowace, subordinowace), связывающие, соответственно, неравноправные слова, словосочетания или предложения. К сочинительным относятся:
- соединительные союзы: a («и», «да», «а», «но»), ani…ani («ни…ни», «не…и не»);
- противительные союзы: ale («а», «но», «однако»), pak («а», «же»), drje…ale («хотя…но»);
- разделительные союзы: «abo» («или», «либо», «а то», «иначе»), «pak…pak» («то…то», «или…или»).

Подчинительными являются союзы zo («что», «так, что», «потому что»), hdyž tola («если (ведь)»), doniž («прежде чем», «до того как», «пока не», «пока», «до тех пор пока»), hač («чем», «нежели», «пока», «покуда не», «даже», «так что»), prjedy hač («прежде чем», «раньше чем»), mjeztym zo («между тем как»), jako («как», «когда»), dokelž («так как», «ибо», «потому что»), přetož («так как», «потому что», «ибо»), jeli («если»), jelizo («если»), chibazo («разве что», «разве только»), hačrunje(ž) («хотя», «хоть»), hačkuli(ž) («хотя», «хоть»), runjež («хотя», «хоть»), byrnjež («хотя (и)», «если бы, то») и т. д.
По происхождению союзы делятся на первичные (woprawdźite, primarne), не выступающие в роли членов предложения, и вторичные (njewoprawdźite, sekunadrne) или союзные слова.

#### Частицы
Так же, как предлоги или союзы, частицы (časćicy, partikle) в верхнелужицком языке можно разделить на первичные и вторичные.
Функционально частицы делятся на словообразующие, формообразующие и модальные.
Ф. Михалк делит частицы верхнелужицкого языка на усилительные (ha («же»), da («же», «ну», «а»), pak («а», «же»), no («ну», «вот», «же») и т. д.), изменяющие семантику (wjace («более»), hišće («ещё»), hižo («уже»), hakle («едва», «только»), jenož («только»), hač («до», «ли»), da («же», «ну», «а»), wšak («однако», «ведь», «всё-таки», «всё же»), nic («не», «нет», «ни») и т. д.), грамматические (образующая возвратные глаголы so («-ся»), отрицательная -nje («не») и вопросительная -li («если», «как», «ли»)) и слова отрицания — ně («нет») — и утверждения — haj («да»).

#### Междометия
Междометия (interjekcije, wukřičniki) в верхнелужицком языке делят на экспрессивные (začućowe), служащие для выражения эмоций: a («а»), aha, ach («ах», «ох»), aj («ай», «ой»), aw («ай», «ой»), fuj, hehe, jej («ах», «ой-ой»); звательные (wolowe, apelowe), выражающие волю или желание и служащие для обращения к слушающему: hop, pst, hej («эй», «гей»); и звукоподражательные (zwukinapodobnjowace, onomatopetiske), имитирующие звуки природы: bac, buc, bim, bom, buch, gigagak, kikeriki.

### Синтаксис
Для верхнелужицкого языка характерны следующие особенности в области синтаксиса:
- Характерной чертой верхнелужицкого языка, отличающей его от большинства других славянских языков, является порядок основных компонентов простого предложения: «подлежащее» — «дополнение» — «сказуемое» (S — O — V): Naš dźěd drjewo kała («Наш дед дрова рубит»); Ludźo so wjelkow boja («Люди волков боятся»). Если сказуемое составное, то вспомогательный глагол ставится за подлежащим, а именная часть в конце предложения: Dobru chwilu bě hišće jich hołk a dźiwi spěw słyšeć, где bě — вспомогательный глагол, а słyšeć — именная часть («Довольно долго ещё их дикое пение и шум были слышны»). Такая синтаксическая конструкция называется рамочной.
- Наличие глагольной связки в предложениях с именным сказуемым: Nan je doma («Отец дома»); Ja sym strowy («Я здоров»).
- Второе место (после первого акцентированного слова или словосочетания) в предложении часто занимают краткие формы возвратного и личных местоимений: mje, mi, će, ći, jón, je, ju, so, sej, а также некоторые союзы и частицы: drje («разве»), pak («же»), wšak («ведь») и другие: Hač drje waša mać bórze přińdźe? («Разве ваша мать скоро придёт?»). Второе место в предложении может занимать и возвратная частица so («-ся»), при этом смысловой глагол ставится в конце предложения: Ja so přez tón dar wjeselu («Я этому подарку рада»). Также возвратная частица может находиться сразу после смыслового глагола: Ja wjeselu so přez tón dar («Я рада этому подарку»).
- При изменении определения, состоящего из существительного в форме родительного падежа единственного числа и согласованного с ним прилагательного или притяжательного местоимения, находящегося после определяемого существительного (Dźěći mojeho bratra — «Дети моего брата»; Drasta stareje žony — «Костюм пожилой женщины»), в определение, находящееся перед определяемым существительным, существительное в форме родительного падежа переходит в притяжательное прилагательное с суффиксами -owy-/-iny- (Mojeho bratrowe dźěći — буквально «Моего братовы дети»; Stareje žonina drasta — буквально «Пожилой женщинин костюм»). Притяжательные прилагательные с суффиксами -owy-/-iny- в современной верхнелужицкой грамматике Г. Фаски выделяются как особая часть речи — посессивы.
- Именная часть составного сказуемого, выраженная существительным в форме творительного падежа, встречается очень редко; выраженная прилагательным никогда не стоит в форме творительного падежа: Wowka so wróći strowa («Бабушка вернулась здоровой»).
- Распространение конструкции с существительным в винительном падеже и инфинитивом: Wutrobu čuješe spěšnje kłapać («Он чувствовал, как сильно бьётся сердце»). Глаголы stać («стоять»), ležeć («лежать»), sedźeć («сидеть»), spać («спать»), tčeć («находиться», «торчать») в подобных конструкциях (винительный падеж с инфинитивом) не выступают, от этих глаголов вместо инфинитива выступает деепричастие настоящего времени.
- Формы родительного падежа при отрицании употребляются очень редко, в разговорном верхнелужицком в основном после частицы ani: Ani slowa wón njepraji («Он не говорил ни слова»). При отрицании глагола-связки употребляются формы в именительном падеже: Wón tu njeje («Его здесь нет», буквально «Он здесь нет»).
- Существительное употребляется в форме именительного падежа, если при нём в качестве определения стоят два и более прилагательных: Serbski a ruski lud («Серболужицкий и русский народы»).
- Фамилии в форме родительного падежа принадлежности ставятся перед определяемым словом: Markec swójba («Семья Марковых»).
- При изменении определения, стоящего после определяемого слова (Wuměnjenja, přijomne za nas — «Условия, приятные для нас»), в определение, находящееся перед определяемым словом, порядок слов внутри группы определения меняется (Za nas přijomne wuměnjenja — «Для нас приятные условия»).
- Относительное местоимение kotryž, kotrež, kotraž (который, которое, которая) в родительном падеже стоит перед определяемым существительным: To je ta stwa, kotrejež wokna do zahrodki hladaja («Это комната, которой окна в сад выходят»).

### Лексика
В результате долгих контактов с немецким языком (на протяжении 1000 лет) верхнелужицкий заимствовал большое число лексических германизмов, причём в диалектной речи их число выше, чем в литературном языке. В то же время основной лексический состав верхнелужицкого продолжает оставаться славянским (Х. Бильфельдт насчитывает в числе наиболее распространённых заимствований не более 2000 немецких слов). В литературном языке кроме прямых заимствований присутствуют и кальки с немецких слов — ćah («поезд») < нем. Zug, stawizny («история») < нем. Geschichte, wócny kraj («родина») < нем. Vaterland и т. д. Некоторое число заимствований из немецкого нередко значительно отличается от слов современного немецкого языка, так как сравнительно рано попало в верхнелужицкий, так, например, глагол cwiblować («сомневаться») был заимствован из средневерхненемецкого zwivelen, отличающегося от совр. нем. zweifeln, изменившегося после дифтонгизации i. Имеются и заимствования из других славянских языков, в первую очередь из чешского (strój («машина») < чеш. stroj, basnik («поэт») < чеш. básník, dźiwadło («театр») < чеш. divadlo, hudźba («музыка») < чеш. hudba и т. д.), однако они, как правило, ограничены литературным языком.
Примеры лексических различий между разговорным и литературным языком:
|        | Разговорный язык | Литературный язык | Немецкий язык |
| ------ | ---------------- | ----------------- | ------------- |
| очки   | bryla, brle      | nawoči            | Brille        |
| тысяча | tawzynt          | tysac             | Tausend       |
| стать  | wordować         | stać so           | werden        |
| часы   | zejger           | časnik            | Seiger        |
| кресло | zesl             | křesło            | Sessel        |
| деньги | fenki            | pjenjezy          | Pfennige      |

## История изучения

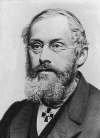
Я. А. Смолер (1816—1884) — один из основоположников сорабистики

Первые грамматики верхнелужицкого языка появились в XVII веке. Старейшая из них — Rudimenta grammaticae Sorabo-Vandalicae idiomatis Budiddinatis, написанная до 1673 года (автор — Georgius Ludovici). В 1679 году в Праге была издана грамматика Principia linguae wendicae quam aliqui wandalicam vocant Я. К. Тицина, носителя куловского диалекта. В 1689 году была напечатана книга Бирлинга Didascalia seu Orthographia Vandalica, предлагавшая проект орфографии для будишинского диалекта. В 1721 году вышел первый словарь верхнелужицкого языка — Vocabularium Latino-Serbicum Ю. Светлика (Jurij Hawštyn Swětlik). Одним из первых исследователей верхнелужицкого языка был К. Г. Антон (Karl Gottlob Anton), опубликовавший в 1783 году книгу Erste Linie eines Versuches über die alten Slaven Ursprung, Sitten, Gebräuche, Meinungen, und Kenntnisse. К. Г. Антон был инициатором создания в 1779 году в Згорельце «Верхнелужицкого научного общества», членами которого стали немецкие и серболужицкие учёные, а также представители других национальностей. Одним из направлений его деятельности были языковые вопросы.
В 1830 году была издана грамматика Г. Зейлера, а в 1841 году — Я. П. Йордана. В 1853 году вышла грамматика католического диалекта Ф. Шнейдера (Grammatik der wendischen Sprache katolischen Dialekts).

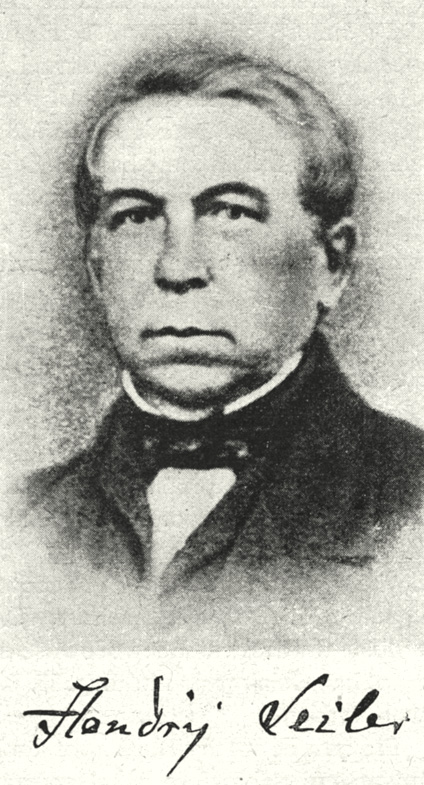
Г. Зейлер (1804—1872) — автор верхнелужицкой грамматики 1830 года

Основоположником лужицкого языкознания называют Я. А. Смолера. Кроме него значительный вклад в изучение верхнелужицкого в XIX веке внесли Я. П. Йордан, К. Б. Пфуль, М. Горник и другие учёные.
Из крупных российских лингвистов первым интерес к лужицким языкам проявил И. И. Срезневский, пробывший в Лужице полтора месяца в 1840 году и даже под руководством Я. А. Смолера начавший составлять этимологический словарь верхнелужицкого языка. Однако позднее И. И. Срезневский сосредоточился на изучении древнерусского языка и оставил свои занятия сорабистикой. Е. П. Новиков под руководством О. М. Бодянского защитил магистерскую диссертацию на тему «О важнейших особенностях лужицких наречий» (опубликована в 1849 году). Лужицкими языками интересовались и два других ученика О. М. Бодянского — А. Ф. Гильфердинг и А. А. Кочубинский, не оставившие, впрочем, значительных исследований на эту тему. Изучением верхнелужицкого языка занимался также в этот период русский учёный И. И. Прейс.
В первой половине XX века были опубликованы работы, касающиеся верхнелужицкого языка, таких российских и советских учёных, как Г. А. Ильинский и А. М. Селищев, к известным исследователям верхнелужицкого в СССР второй половины XX века относятся прежде всего К. К. Трофимович (составитель «Верхнелужицко-русского словаря», 1974), М. И. Ермакова, А. Е. Супрун и другие. Крупнейшими серболужицкими языковедами второй половины XX века являются Ф. Михалк и другие, на рубеже XX—XXI веков к числу известных исследователей верхнелужицкого относят Г. Шустер-Шевца, Г. Фаску и других.
В 1978—1989 годы был опубликован словарь Г. Шустер-Шевца Historisch-etymologisches Wörterbuch der ober- und niedersorbischen Sprache в 24 томах. Словарь удостоился высокой оценки О. Н. Трубачёва.
Сорабистика является специальностью в Лейпцигском университете и в Карловом университете в Праге.

## Пример текста
Я. Барт-Чишинский «Serbskej zemi»
| Оригинал | Перевод |
| --- | --- |
| O zemja serbska! twoju nož chcu chwalić rolu, chcu chroble sławić twoje městna starodawne a wožiwjować twojich synow mjena sławne, njech wutroba tež rozkoći so z dźiwjej bolu. O zemja serbska! z kuzłom swojim moju wolu bróń, zo bych wotkrył starych časow slědy krwawne a słyšał, kak so z njebjes woła myto sprawne na cuzu złósć přez twoje hory, hona, holu. O zemja serbska! chwalić twoje płódne hona chcu, hory módre, spěwow cunjozrudne hrona a sławić ćichu nadobnosć chcu twojoh' ludu. O zemja serbska! nihdy tebje njezabudu! Twój wobraz widźu w myslenju a wosrjedź sona mi twoje mjeno klinci kaž zwuk jasnoh' zwona. | О сербская земля! Твои лишь хочу воспеть поля славить смело хочу твои старинные места и оживлять твоих сынов славные имена, пусть даже сердце расколется от дикой боли. О сербская земля! Своим колдовством мою волю укрепи, чтоб я открыл былых времён следы кровавые и слышал, как с небес зовёт награда правая на злобу чужую чрез твои горы, нивы, лес. О сербская земля! Восхвалить твои плодородные нивы хочу, горы синие, песен грустные такты и народа твоего спокойное благородство славить. О сербская земля! Никогда тебя я не забуду, твой образ вижу в мыслях и средь сна, твоё имя для меня как звук чистого колокола. |